# トゥールーズ
トゥールーズ（トゥルーズ、Toulouse 発音例, オック語：Tolosa 発音: [tuˈluzɔ]、トロザ）は、フランスの南西部に位置するコミューンで、オクシタニー地域圏の首府、オート=ガロンヌ県の県庁所在地である。

## 概要
トゥールーズ市の人口は47万9553人（2017年）で都市圏人口は約136万人である。都市圏としてはパリ、リヨン、マルセイユに続くフランス第4の規模を持つ。トゥールーズはヨーロッパの航空宇宙産業の中心地として知られている。エアバス社の本社と主力工場、ヨーロッパ最大の宇宙センターなどが立地している。
赤レンガとテラコッタ瓦の建物が多いことから、別名『バラ色の都市』（la ville rose）と呼ばれる。これは、他のフランス都市であれば山から石を切り出してきて建築資材に使用するところ、トゥールーズ周辺には適した石切り場がないため、焼いたテラコッタ・レンガを積み重ねて資材としたためである。また他の別名には『スミレの市街』（Cité des violettes）がある。スミレの群生地がトゥールーズにあり、ここでの花の生産は非常に重要とされてきた。過去には、『モンディーヌの市街』（Cité Mondine、オック語ではCiutat Mondina）と呼ばれた。これは、トゥールーズ伯のお膝元であることを、歴代伯が多く名乗ったレーモン（Raymond）の名から引用している。

## 名称
トゥールーズの古名であるトロサ（Tolosa）は、紀元前2世紀にラテン語で書かれたケルト系のウォルカエ・テクトサゲス族の遠征記録には登場していない。トゥールーズという名の起源は未だにはっきりとは分かっていないが、ケルト語では説明が困難なためケルト人の到来以前に遡るものと考えられている。
言語学者の中にはその由来を古代のイベリア語、あるいはアクイタニア語（バスク語に近い言語）であったと考える者もいる。すなわちトロサの最初の住民はバスク人に縁のあるアクイタニア人であったという説である。一部の研究者は、トロザの名は Torso、すなわち「撚られた・ねじれた」という意味の語から派生したと推測している。またケルト人がデルポイで略奪された黄金をトゥールーズに運んだという伝説があるため、古代ギリシャのトロス（円形モニュメント）との関連を見る者もある。
しかし最もひろく受け容れられている語源の説は洗い越し (gué) が関わっているとするものである。トゥールーズには、ラテン語ウァダクルム (vadaculum) から派生したバザクル (Bazacle) という名を持つガロンヌ川の洗い越しがよく知られているためである。
また、ルネサンス期に流布した伝説では、ノアの次男ヤペテの孫息子トルス (Tholus) がこの街を築き、自らの名を街の名としたと伝えられている。
その後ラテン語名トロサはフランス語名トロズ Tholose となり、17世紀末ごろにおそらくオック語発音の影響を受けた結果トゥールーズ Toulouse へ変化したとみられる。

## 地理

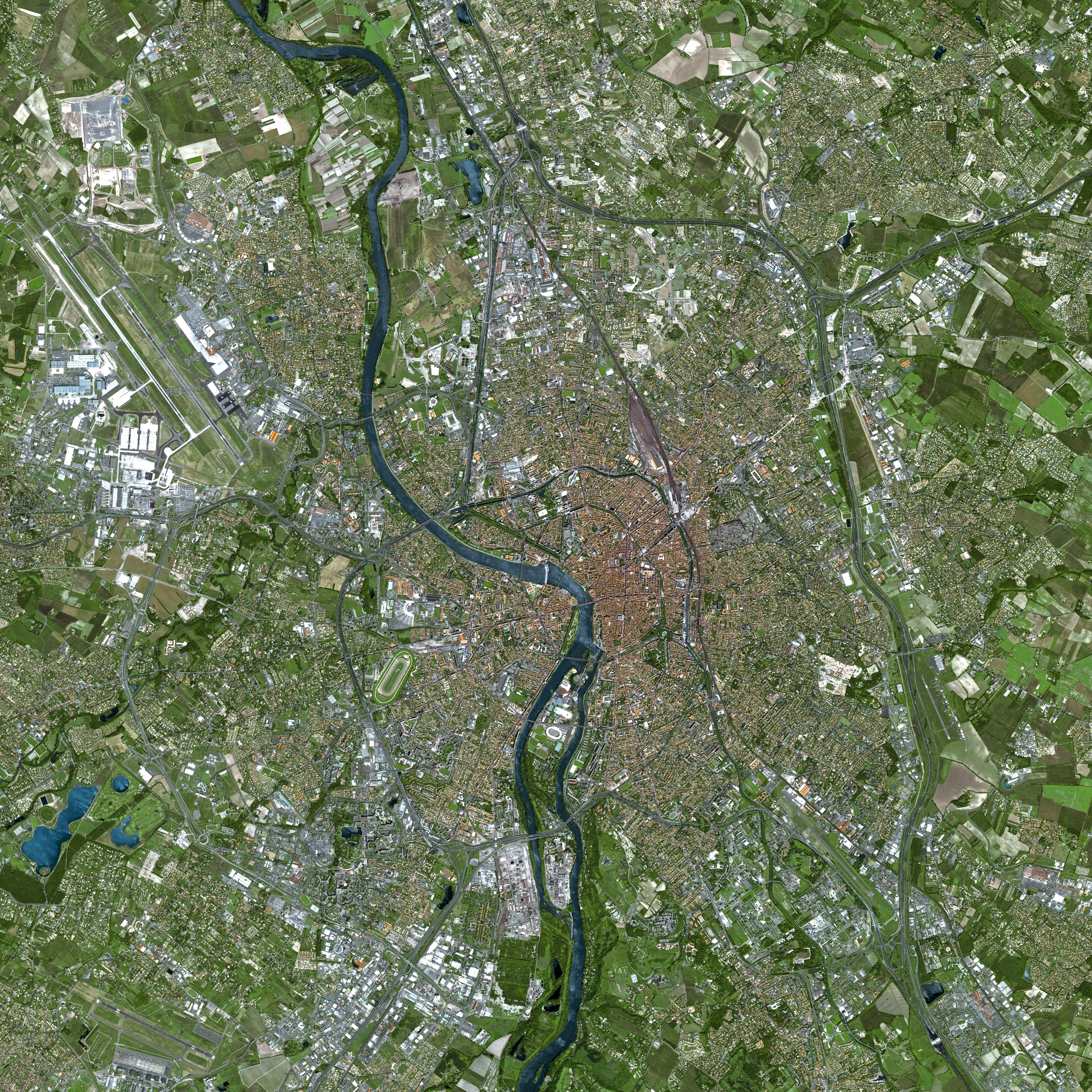
衛星写真

トゥールーズはオート＝ガロンヌ県北部に位置し、地中海と大西洋とを往復する重要路の途上にある。ピレネーから発したガロンヌ川が、北東の湾曲部にあたるトゥールーズで方向を変え、北西の方角に流れて大西洋に注ぐ。晴天の日には、市街の南端からピレネー山脈の山並みが見える。ガロンヌの湾曲部は天然の交差路となっており、トゥールーズで生まれた先史の人々もここに定住した。
地形はガロンヌ川支流の谷の集中で特徴づけられる。南へ向けて流れるアリエージュ川は、ヴィエイユ・トゥールーズの急斜面を通り、ペック・ダヴィドの突端の上にあるトゥールーズで主要河川となる。

## 気候

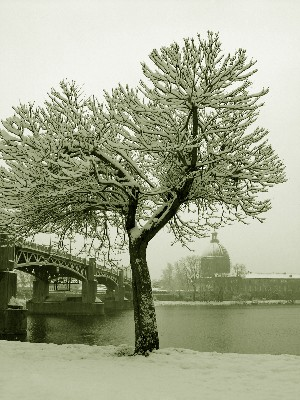
トゥールーズでは降雪は珍しい

トゥールーズは、温帯に属する海洋性気候、地中海性気候、大陸性気候が交差している特殊性で知られる。非常に暑く乾燥した夏、晴天が続く秋、涼しい冬、激しい雨と嵐のある春、これらは全て2008年から2009年にかけてみられた。優勢な風は、大西洋から湿った大気をもたらす西風、南東から吹くオータン風、それほど頻繁ではないが総じて乾燥して冷たい北風（北ヨーロッパの寒気を大量にもたらす）である。オータン風は、空気の強い電離化をもたらすためか、人間や動物の悪しき振る舞いによって生じる『悪魔の風』または『異常者の風』とも呼ばれてきた。この風は1916年5月4日、トゥールーズ＝ルヴァル間を走っていた汽車を横倒しにしたほど、非常に強力なものになった。
| 都市           | 日照          | 降雨     | 降雪     | 嵐       | 霧       |
| -------------- | ------------- | -------- | -------- | -------- | -------- |
| ニース         | 2,694 時間/年 | 767mm/年 | 1 日/年  | 31 日/年 | 1 日/年  |
| トゥールーズ   | 2,050 時間/年 | 655mm/年 | 4 日/年  | 26 日/年 | 44 日/年 |
| パリ           | 1,790 時間/年 | 642mm/年 | 15 日/年 | 19 日/年 | 13 日/年 |
| ストラスブール | 1,637 時間/年 | 610mm/年 | 30 日/年 | 29 日/年 | 65 日/年 |
| 国内平均       | 1,973 時間/年 | 770mm/年 | 14 日/年 | 22 日/年 | 40 日/年 |

トゥールーズは年間平均24日の猛暑日、平均33日の降霜日がある。年間平均気温は14℃である。1923年8月8日、トゥールーズは最高気温44℃を記録している（国内最高記録）。また、1956年2月15日には最低気温－19.2℃を記録した。フランス気象局（fr）の記録によると、トゥールーズの史上最高降雨量を記録したのは1977年7月7日で、82.7mmであった。最も降雨量が多かった年は1993年の914.9mmで、反対に最も少なかった年は1967年の377.8mmであった。
1990年5月15日、トゥールーズは竜巻の直撃を受けた。ブラニャックの空港で発生した竜巻はトゥールーズへ進み、市内のピュルパン区に肉薄し、カスラルディ地区を通過した。この竜巻は時速200kmあり、建物の屋根を吹き飛ばすなど甚大な被害を与えた。1959年2月3日は最も降雪があった日で、21cmになった。
| トゥールーズの気候           | トゥールーズの気候 | トゥールーズの気候 | トゥールーズの気候 | トゥールーズの気候 | トゥールーズの気候 | トゥールーズの気候 | トゥールーズの気候 | トゥールーズの気候 | トゥールーズの気候 | トゥールーズの気候 | トゥールーズの気候 | トゥールーズの気候 | トゥールーズの気候 |
| 月                           | 1月                | 2月                | 3月                | 4月                | 5月                | 6月                | 7月                | 8月                | 9月                | 10月               | 11月               | 12月               | 年                 |
| ---------------------------- | ------------------ | ------------------ | ------------------ | ------------------ | ------------------ | ------------------ | ------------------ | ------------------ | ------------------ | ------------------ | ------------------ | ------------------ | ------------------ |
| 最高気温記録 °C （°F）       | 21.2 (70.2)        | 22.1 (71.8)        | 27.1 (80.8)        | 30.0 (86)          | 33.4 (92.1)        | 39.8 (103.6)       | 40.2 (104.4)       | 40.7 (105.3)       | 35.3 (95.5)        | 30.2 (86.4)        | 24.3 (75.7)        | 21.1 (70)          | 40.7 (105.3)       |
| 平均最高気温 °C （°F）       | 9.4 (48.9)         | 11.2 (52.2)        | 14.0 (57.2)        | 16.2 (61.2)        | 20.5 (68.9)        | 24.2 (75.6)        | 27.6 (81.7)        | 27.5 (81.5)        | 24.2 (75.6)        | 18.9 (66)          | 13.0 (55.4)        | 10.1 (50.2)        | 18.1 (64.6)        |
| 平均最低気温 °C （°F）       | 2.2 (36)           | 3.2 (37.8)         | 4.5 (40.1)         | 6.5 (43.7)         | 10.3 (50.5)        | 13.3 (55.9)        | 15.7 (60.3)        | 15.9 (60.6)        | 12.9 (55.2)        | 9.6 (49.3)         | 5.2 (41.4)         | 3.3 (37.9)         | 8.6 (47.5)         |
| 最低気温記録 °C （°F）       | −18.6 (−1.5)       | −19.2 (−2.6)       | −8.4 (16.9)        | −3.0 (26.6)        | −0.8 (30.6)        | 4.0 (39.2)         | 7.6 (45.7)         | 5.5 (41.9)         | 1.9 (35.4)         | −3.0 (26.6)        | −7.5 (18.5)        | −12.0 (10.4)       | −19.2 (−2.6)       |
| 降水量 mm （inch）           | 52 (2.05)          | 51 (2.01)          | 54 (2.13)          | 67 (2.64)          | 77 (3.03)          | 64 (2.52)          | 45 (1.77)          | 51 (2.01)          | 52 (2.05)          | 52 (2.05)          | 51 (2.01)          | 52 (2.05)          | 669 (26.34)        |
| 出典：Météo France 2009-10-2 |                    |                    |                    |                    |                    |                    |                    |                    |                    |                    |                    |                    |                    |

## 歴史

### 先史

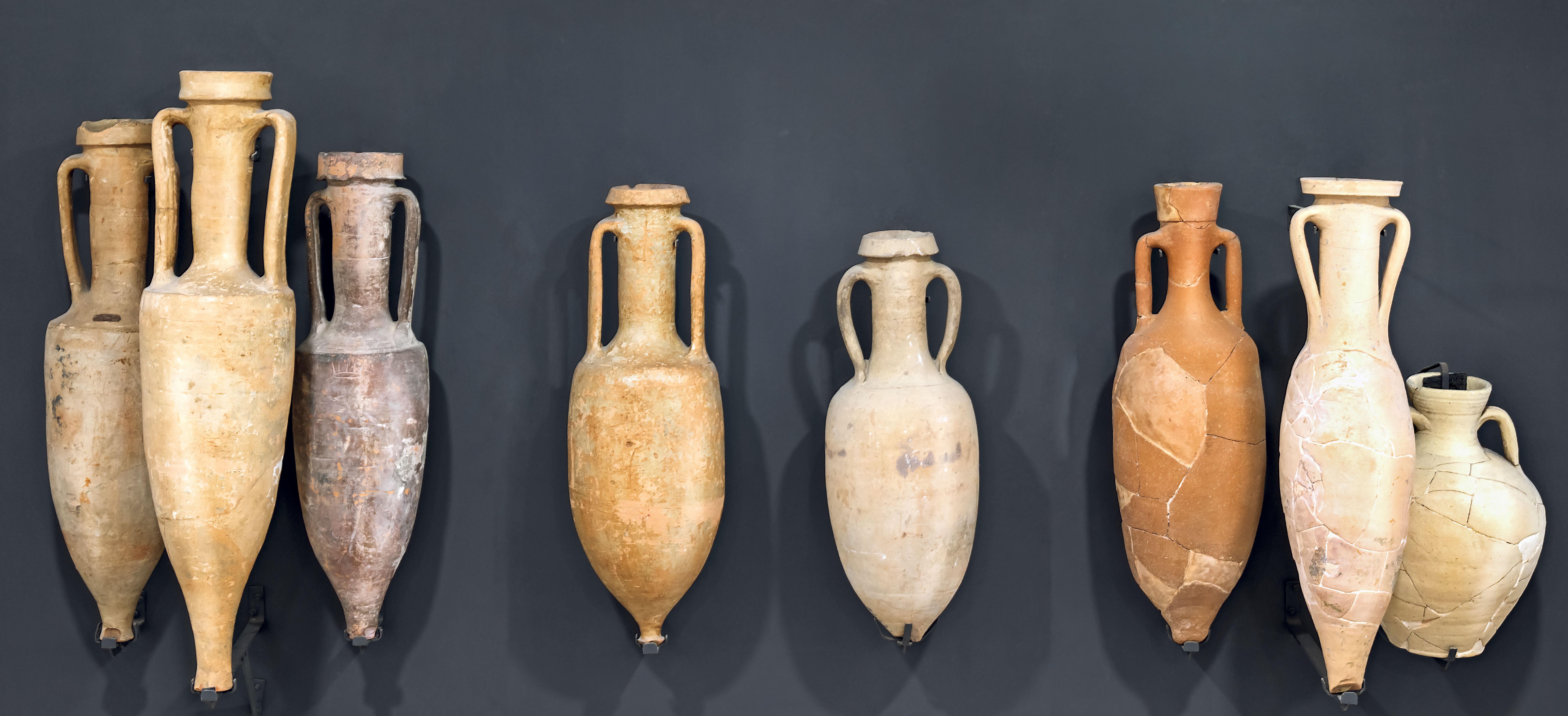
サン＝レーモン博物館に展示されている紀元前2世紀のアンフォラ。ヴィエイユ・トゥールーズの墓跡で発掘されたもの

トゥールーズ近郊は旧石器時代以後に人が定住したとされるが、唯一の証拠はヴィルヌーヴ＝トロザンヌで発掘された新石器時代の定住地跡である。その他の定住地跡は、紀元前8世紀から紀元前7世紀のものとみられるサン＝ロック地区のネクロポリスで、2002年に発掘された。
ローマがやってくる前の紀元前3世紀半ば、西ラングドックはガリア系の民族連合によって征服された。ケルト系で小アジアを征服したとされるVolques Tectosages（fr:Volques Tectosages）が、トゥールーズ近郊を占領していた。紀元前2世紀にまとまった人口密集地を抱えていたトロザは、Volques Tectosagesの首都となった。この占領の証拠は、現在の市南部で発掘されたが、ヴィエイユ・トゥールーズにあるペック・ダヴィドの突端の上でも見つかった。トロザ住民は、スペイン、イタリア、その他ガリアの地と、ワイン、コムギ、金属加工品の貿易で商業関係を維持していた。数多くのアンフォラが発掘され、交易の活発さを物語っている。

### ガリアとローマの都市

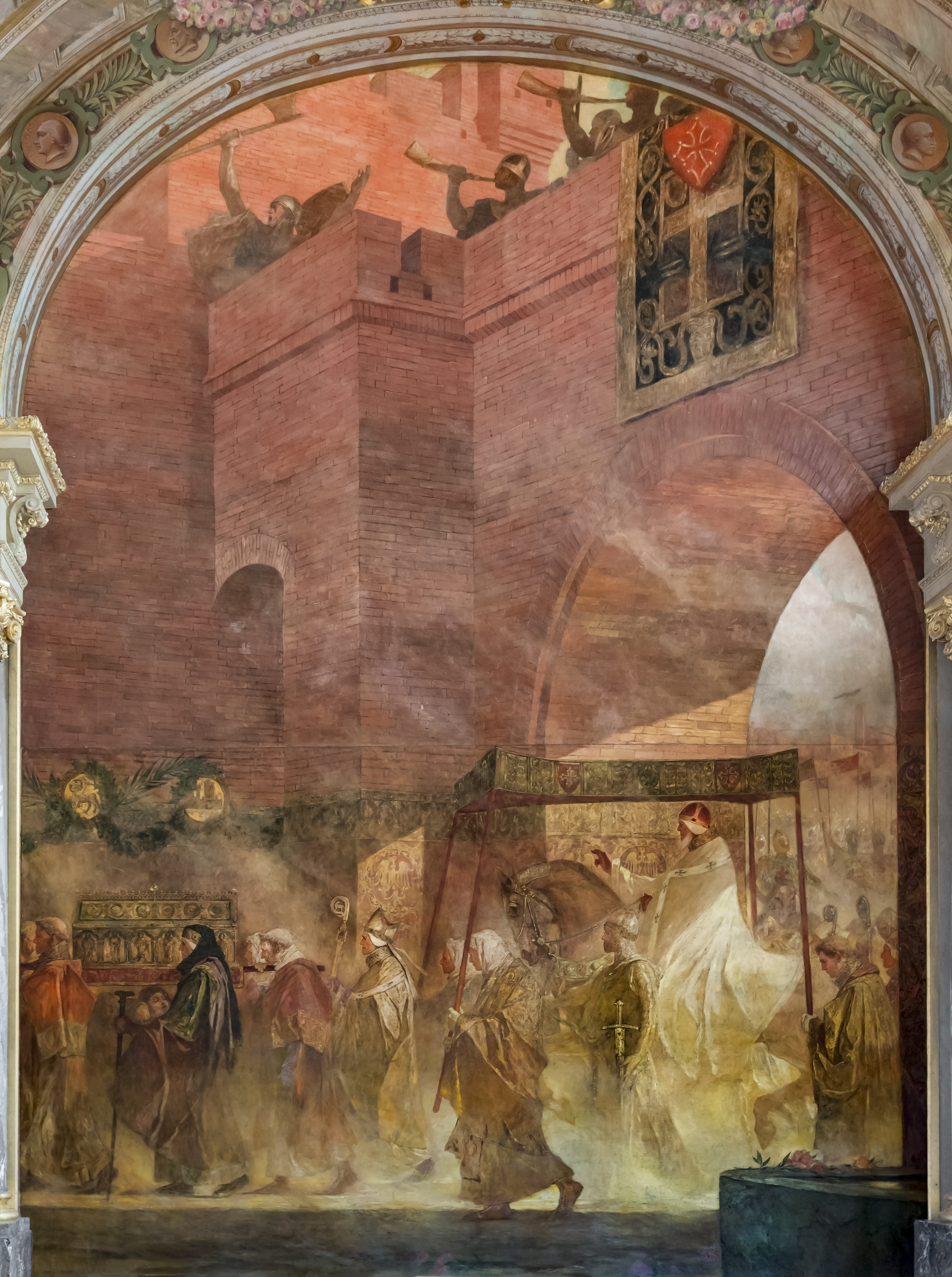
ウルバヌス2世のトゥールーズ入城、バンジャマン・コンスタン画

最初はローマと同盟関係にあったVolques Tectosagesであるが、紀元前107年にローマに打ち負かされ、以後トロザはローマ都市となった。原史の都市はガリア・ナルボネンシスの重要な行政・軍事都市であった。アウグストゥス帝時代の1世紀末、新たな都市が、現在のトゥールーズ歴史地区につくられた。その他の大都市のように、ガリアのローマ人は多くの建物と同様水道橋を架けた（その多くは後に破壊された）。劇場、アンフィテアトルム、大浴場や神殿が14,000箇所あった。紀元30年以降、ローマ人はトロザの周囲を巨大なレンガ製の壁で取り巻いた。壁の一部は今も建っている。
250年、トゥールーズの名が聖トゥールーズのサトゥルニヌスの刑死によって歴史に記された。サン＝セルナン大聖堂は彼に献堂されている。この殉教説話は、ローマ帝国全土で新しい信仰が出現したことを意味していた。3世紀から4世紀、市は拡張されて栄えた。最初のサン＝セルナン大聖堂が、地域でのキリスト教拡大と共に403年に建てられた。レンガが建設資材として広範囲に使われた。413年、西ゴート族がトロザに侵攻し、この都市を自分たちの王国の首都に選んだ。違った文化と信仰を持つガリア・ローマ人（カトリック）と西ゴート人（アリウス派）は、508年まで双方とも混じり合うことなく続いた。507年のヴイエの戦いで西ゴートを敗退させたクローヴィス1世が、翌508年にトロザを征服したのである。

### 封建時代から革命まで

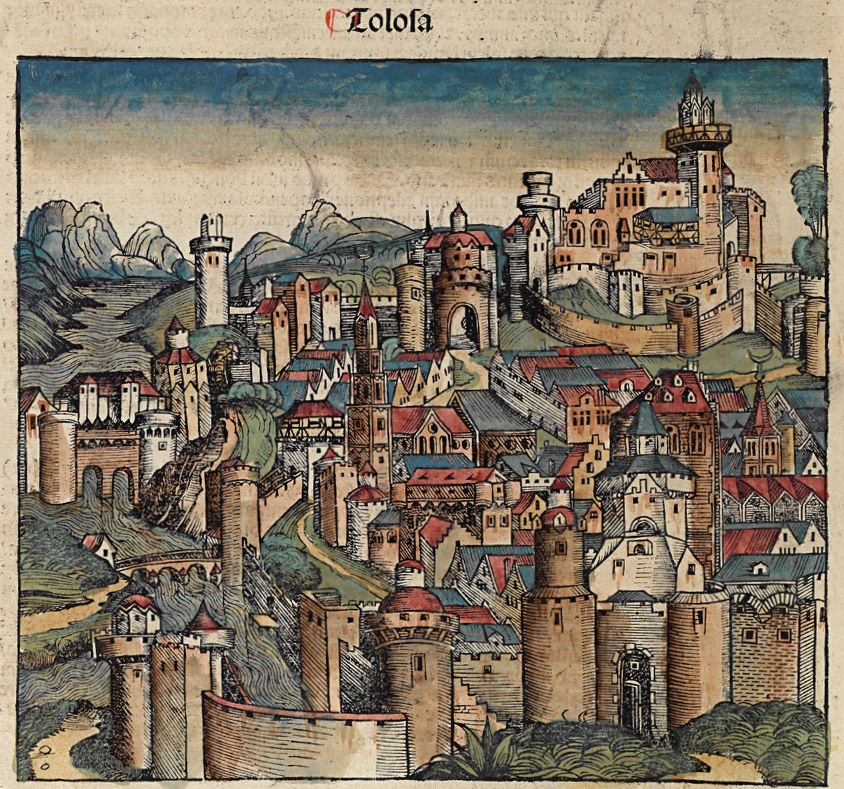
ニュルンベルク年代記に描かれた15世紀のトゥールーズ

フランク王国は、地中海とフランク王国との間を分断するトゥールーズにその影響力を失いつつあった。トゥールーズは特に、東境を接するセプティマニア、南境を接し西ゴート族に従属するスペインの、強力な隣国であった。629年にトゥールーズは独立状態となり、7世紀から8世紀には暫定的にトゥールーズ王国となり、ピレネー山脈からロワール川まで、ロデーズから海までその国境が拡張した。721年、トゥールーズはアラブ軍に包囲され、同年6月9日のトゥールーズの戦いでついに敗北した。この敗北が、トゥールーズ領の北進を中止させた。中世になっても、市は長期間の独立状態を謳歌した。代々のトゥールーズ伯たちは、フランス南部に自分たちの領土を拡大させていった。トゥールーズ伯の存在の証拠として、伯爵の居城の基礎跡が、中世都市から裁判所のあった場所へと至る南門近くの場所を占めていたことが最近わかった。トゥールーズのキリスト教徒は、都市に数多くの教会を建てた。1096年、ローマ教皇ウルバヌス2世がトゥールーズを訪れ、サン＝セルナン大聖堂の献堂を行った。サン＝テチエンヌ大聖堂は13世紀に建てられた。
1152年、都市の共同議会と、城壁外の町がトゥールーズ伯によって設置された。共同議会はキャピトゥラ（capitoulat）と呼ばれ、市内の6つの地区から選出された12人の構成員（fr:Capitoul）からなっていた。これは司法が最初に市民に確保された出来事だった。当時、彼らは伯爵から命令を受け、税の識別を行い、市民軍を育成し、都市の秩序と司法を確保する間に、自ら権力を得たのである。1190年、北門に近い城壁の反対側に、市民は市役所建物を獲得した。これが現在市の象徴となっているキャピトル邸（キャピトル・ド・トゥールーズ、fr）である。この時代に、市の特権が数多く認められた。1189年1月6日の反乱に伴い、伯爵は通貨を鋳造する力や、外部からの脅威があれば一部の軍隊を動かす権力をのみ維持した。
同時代、カタリ派が南フランスで盛んに信仰され、1209年にはアルビジョワ十字軍による征伐が起きた。オック語諸都市の勝利にもかかわらず、多くの変遷をへて、これをきっかけとしてトゥールーズ伯領は衰え、1229年4月12日のパリ条約の締結で凋落が始まった。1271年、最後のトゥールーズ伯ジャンヌの死により、トゥールーズ伯領はフランス王領へ併合され、フランス領ラングドックの一部となった。トゥールーズ大学は同時代に創設されている。

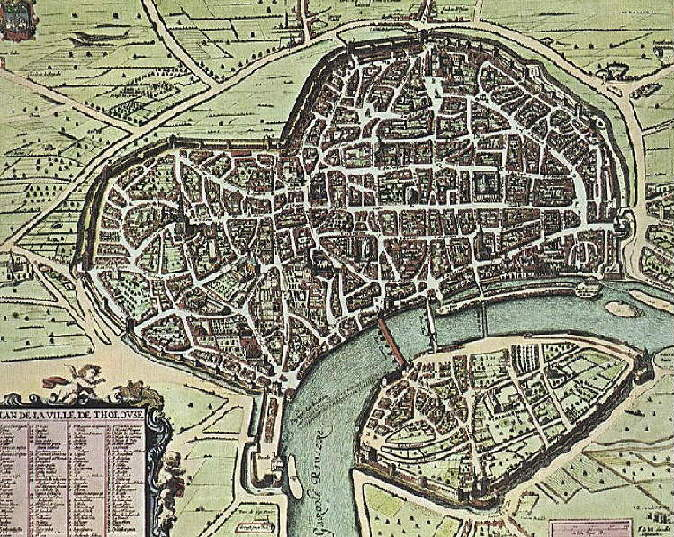
1631年頃に描かれたトゥールーズ市街図

14世紀、貿易の繁栄で、トゥールーズはフランス王国第4の都市となった。しかし1348年、1361年、そして15世紀にもトゥールーズはペスト大流行で人口を減らした。百年戦争での努力をトゥールーズは確保しなければならず、略奪の被害にあわなければならなかった。城外に広がる居住地は破壊され、都市機能は城壁の内側に隠された。
15世紀終わりから16世紀にかけてのルネサンス期、着色料アイの産業が盛んとなり、市は非常に繁栄した。ベルニュイ邸やアッセザ邸といった特徴ある邸宅が建設されたのはこの時期である。1463年5月7日のトゥールーズ大火で3つの地区が壊滅、教会や修道院、自治体建物が数カ所焼け落ちたにもかかわらず、繁栄する都市は拡大した。1476年、トゥールーズは印刷術が伝わったフランス第4の都市となった。1560年、トゥールーズのプロテスタントとカトリックが血で血を洗う抗争を繰り広げた。
17世紀にカトリックの勝利が確定し、カトリックの修道院や教会が数多くトゥールーズへ移ってきた。親カトリック派は宰相リシュリューが権力を握る王政と敵対し、ラングドック総督であったモンモランシー公アンリ2世（コンデ公爵夫人シャルロットの実弟）が反乱を起こし、捕らえられて1632年にキャピトル広場で処刑された。都市の2つの象徴、ヌフ橋とミディ運河は、1632年と1682年にそれぞれ完成した。18世紀にキャピトル邸が再建された。1762年、ジャン・カラス事件（fr:Affaire Calas）が起きた。弁護士の弁護を受けられず不公平に裁かれた、1人のプロテスタントの息子殺しの事件は、ヴォルテールの有名な仲裁を喚起する事態となった。車裂きの刑の判決を受けたカラスは刑死し、3年後に彼の無実が証明された。
トゥールーズは大きな衝突を経験することなくフランス革命を迎えた。一部で城館での略奪があったほかは、それまで都市の命脈を保ってきた高等法院の権力が尊重された。若干の対立が生じたのは1790年から1791年にかけて州制と高等法院の廃止および教会の改革が宣言された際である。トゥールーズは州都の地位を奪われ、オート＝ガロンヌ県の県都となった。ジャコバン派はトゥールーズを連邦主義者の反乱から遠ざけることに成功した（これはフランス西部・南東部の合流回避に決定的なものだった）。共和派は、1799年には同様に王党派の蜂起を失敗に追い込んでいる。

### 19世紀

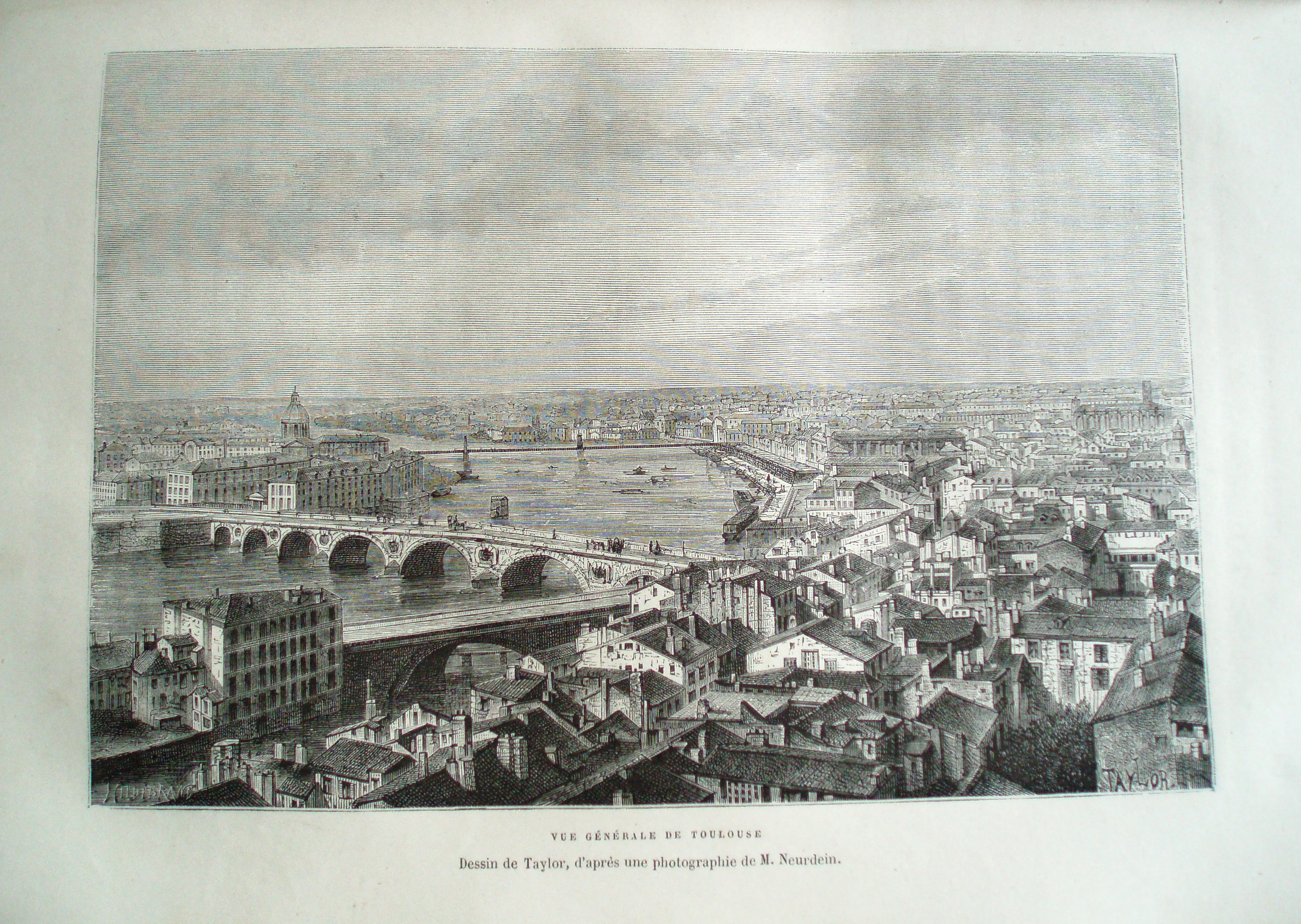
1877年のトゥールーズ

1814年4月10日、トゥールーズの戦いにおいてウェリントン率いるスペイン＝イギリス連合軍と、将軍スールト率いるフランス軍が衝突した。フランス軍はトゥールーズを包囲されても抵抗に成功するが、撤退を余儀なくされた。『バラ色の都市』は、フランス本土にて最後の対イギリス戦の戦闘が起きた最後の地となった。ナポレオン1世が退位してブルボン家の王政復古が成立した後、トゥールーズはルイ18世のもとに結集した。共和主義者とレジティミストがトゥールーズで多数を占め、ルイ・フィリップやナポレオン3世の信棒者にとって難しい状況だった。アルマン・デュポルタルに代表される共和主義者が非常に活発であった。1848年、キャピトル邸のバルコニーでアンリ・ジョリが共和国成立を宣言した。1871年、パリ・コミューンは失敗に終わった。
1875年6月23日には、トゥールーズでの水位が過去最高を記録したことが知られる。通常なら300m3 である水量が3,000m3 に達し、ガロンヌ川の水位は9.47mに達し左岸の全体が氾濫した。アンパロ橋、サン＝ピエール橋、サン＝ミシェル橋が破壊された。ヌフ橋だけが無事だった。死者が208人、住宅1200軒以上が破壊され、市民25,000人が住む場所を失った。6月26日、マクマオン将軍がトゥールーズを訪問した。光景を眼前にし、マクマオンは有名な言葉を発した。『何という水だ！』（Que d’eau, que d’eau !）
急進主義が政権を獲得すると、ジャン・ジョレス執筆の新聞『ラ・デペッシュ・デュ・ミディ』（fr:La Dépêche du Midi）によって商人と共和主義派実業家が後押しされた。その結果、アルザス＝ロレーヌ通り、メス通りのような幅の広いオスマン様式の通りが建設される大規模都市計画に結びついた。この頃から、スペイン移民の増加と、農民の都市流入で、市街が拡張していった。

### 20世紀

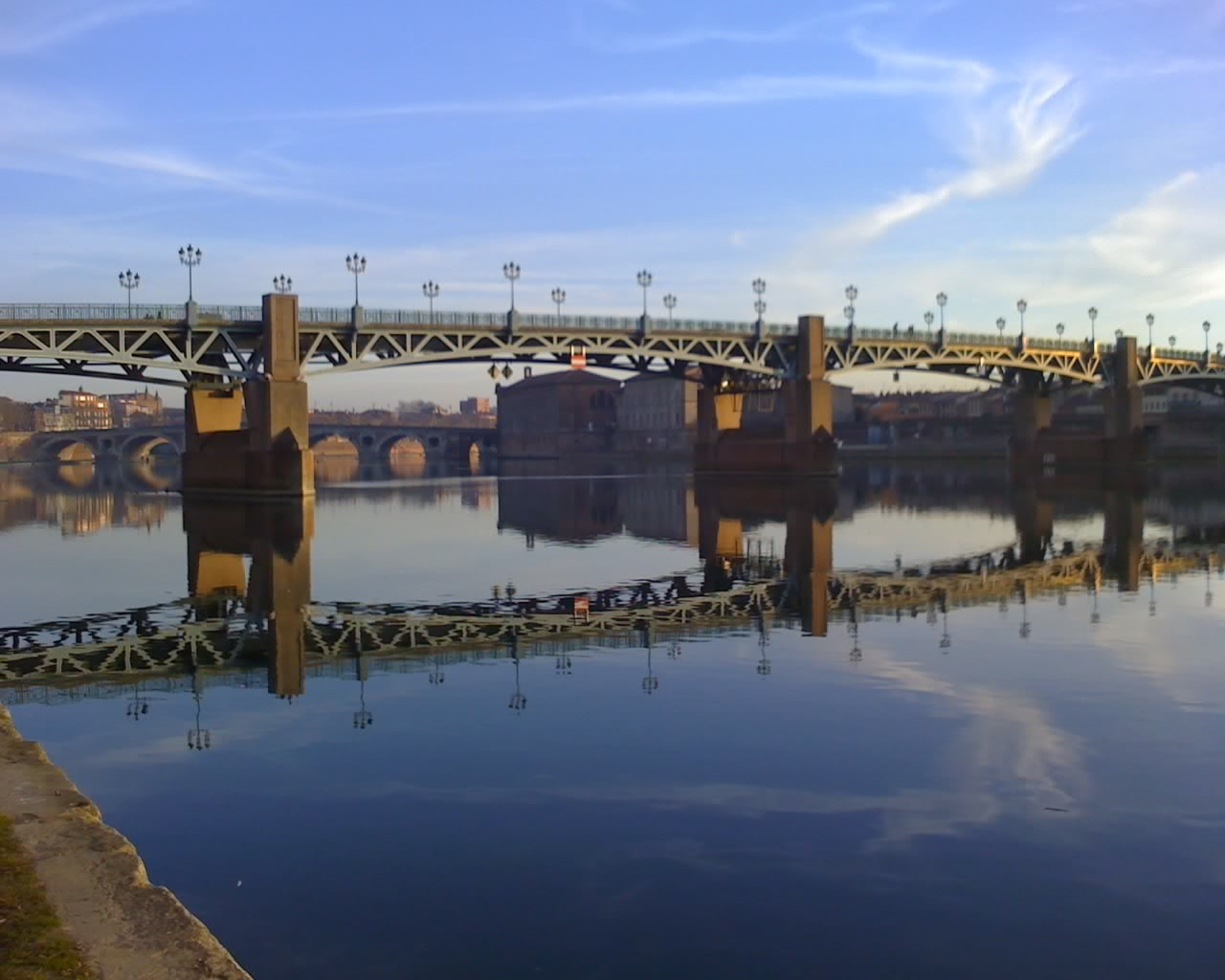
サン＝ピエール橋とヌフ橋

第一次世界大戦後、トゥールーズはついに産業時代になり、火薬製造、航空産業、薬莢製造、これらが産業革命以後残った。しかし、大きな産業のないこの都市において、数が多く人口で労働人口が優勢を占めることは逆説的であった。さまざまな中小企業家（シャツ製造など）は、急進傾向の労働者集団（社会主義）や、農村定住者（伝統的に熱心なカトリックが多い）と対立した。1904年から1924年の間、急進主義は徐々に、アルベール・ベドゥース、ルネ・ビリエールが指導した地方社会主義（fr:Socialisme municipal）へと席を譲った。

### アエロポスタル
1920年代、トゥールーズはピエール＝ジョルジュ・ラテコエールの推進のもとで、航空産業のパイオニア都市となった。ラテコエールは、カサブランカやダカールへの航空便の中継地の一つとしてトゥールーズを選んだのである。1927年にできたアエロポスタル社は、アントワーヌ・ド・サン＝テグジュペリやジャン・メルモーズら有名なパイロットがいた。ラテコエールは鉄道の客車をつくるためにトゥールーズへやってきた。しかし戦争が勃発すると、政府により、モントードランの工業用地で飛行機を製造する仕事を課せられたのである。戦争が終わっても、ラテコエールの飛行機への情熱は残った。彼の客車製造の場所は、その後戦闘機の組み立てラインとなった。彼がアエロポスタル創設という挑戦を決めたのはこの瞬間だった。旧式の戦闘機とともに、ラテコエールはなぜか南アメリカではなく、トゥールーズからダカールへの郵便輸送をやりたいと思った。1920年から1933年まで、ドーラ、メルモーズ、サン＝テグジュペリを含む120人以上のパイロットがモントードランの滑走路に向かった。アエロポスタルは、トゥールーズ＝カサブランカ間、カサブランカ＝ダカール間、トゥールーズ＝リオデジャネイロ＝レシフェ間といった新しい区間便を開拓した。メルモーズの南太平洋横断飛行の成功後、アエロポスタルはフランス＝南アメリカ間便に参入した。アエロポスタルは南米諸都市、時にはアンデス山脈の上にまで、数多くの航空便を開拓した。『夜間飛行』のようなロマンあふれるサン＝テグジュペリの執筆は、彼のさらなる名声を約束するものだった。
宇宙開発の最初の一歩は、かつての技師によって始まった。エミール・ドヴォワティーヌ（fr:Émile Dewoitine）は、1920年以降、フロントガラスのついた初の金属製飛行機を生み出した。その後、フランス政府はトゥールーズでの航空機製造を支援した。1939年にスペイン内戦がフランシスコ・フランコ率いる反乱軍の勝利で終結すると、共和主義者が多数亡命した。
第二次世界大戦中、トゥールーズは戦闘にあうことはなかったが、レジスタンス運動が強力に展開した。ドラグーン作戦の直後の1944年8月19日、ドイツの占領軍はトゥールーズから退却した。
1960年代に入ると、大勢のアルジェリア帰国者がトゥールーズに移り住んだ。

### 戦後の経済成長
トゥールーズは国内でも安定したメトロポリスの1つに成長し、その一方で地方分権の時代に航空技術・宇宙開発産業を迎え入れた。トゥールーズはたちまち地域圏の首府となった。人口増加は急速で、1954年には269,000人、1968年に380,000人、1999年に390,350人、2004年には426,700人に達した。この人口流入は、ミライユ、アンパロ・バガテルといった新地区の建設という都市計画の大きな企画を後押しした。

### AZF工業団地
2001年9月21日に発生したAZF工業団地の爆発事故は、トゥールーズ市民に精神的後遺症を残した。この工場事故は戦後フランス最悪のもので、死者30人、負傷者10,000人を出し、主として庶民が多く暮らすミライユ地区・アンパロ地区の多くの建物や住宅が破壊された。事故の現場は調査者によって保存されている。2009年にAZF工業団地事故訴訟裁判が開かれた。跡地は更地にされ、汚染が取り除かれている。ガン研究を行うキャンセロポール（fr:Cancéropôle de Toulouse）建設計画が国と市の後押しで進められ、2006年9月より始まった。キャンセロポールはこの種のものとしてヨーロッパ最大となる予定である。

## 都市の景観
トゥールーズの右岸は、古代ローマ都市のあった沈まない高台である。この高台は商業地区でもある。ガロンヌ川を挟んで左岸にあたる、かつては市の郊外であったサン＝シプリアン地区は、長きにわたって都市を囲む城壁の外にあたり、洪水の際には調整池にもされた貧しい地区だった。この地区は右岸より数m海抜が低く、しばしばひどい氾濫の被害を受けてきた。1875年に起きたガロンヌ川洪水ではサン＝シプリアン地区に水が押し寄せ、数カ所の橋が押し流された。地区の低い位置は、数世紀の間に左岸への川のカーブが変化していった。
ピエール＝ポール・リケが発案したミディ運河は、ガロンヌ川の流れを人工的に湾曲させて地中海へ向けた。この流れは南東のアール谷を通りトゥールーズ右岸地区を横切っている。
トゥールーズの面積は約11,830ヘクタールであり、パリより1,300ヘクタール広く、リヨンより7,000ヘクタール広いが、マルセイユより13,000ヘクタール小さい。

### 旧市街

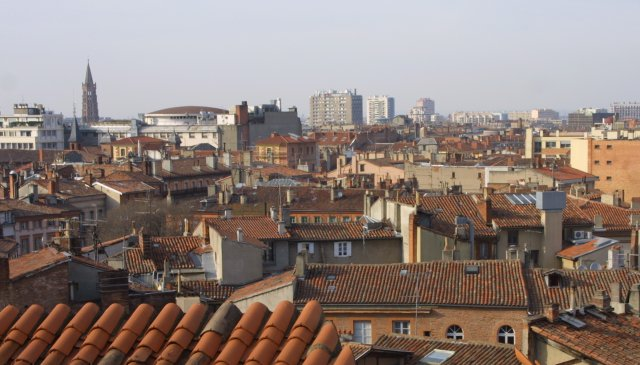
ブルボンヌ通りからの眺め

中心部はかつて、右岸側の街を二つの膨らみ、左岸側を尖った方とした心臓型に見立てられていた。
上流側は現在のエスキロル広場（かつてのフォルム）を中心に形成された古代ローマ都市であった。碁盤目状の構造を現在でも見て取ることができ、北門（カピトル付近）・南門（旧市議会、現在は裁判所付近）・東門（サン＝テチエンヌ地区）・西門（ダルバード地区）を結んでいたカルドとデクマヌスにほぼ平行する狭い通りが確認できる。こうした通りの多くは中世の間にやや曲がりくねったものへと変化している。この区画はオート＝ガロンヌ県の県庁および大聖堂やホテルなどが並ぶトゥールーズの一等地である。
やや下流側のキャピトル広場やダルバード広場のある西地区は、サン＝セルナン修道院を中心とした中世の街区に相当する地区である。当時の修道院は高校や大学、行政施設などに姿を変えており、中世以来アカデミックな性格の強い街となってきた。
左岸のサン＝シプリアン地区周辺は庶民的な地区で、かつて施療院（オテル・デュー）が設置されていた。
ヌフ橋およびとりわけキャピトル広場が大通り（ブールヴァール）の内側に形成された「心臓型」の中心となっている。大通りは中世時代の城壁の跡であり、行政地区ではその名残りを見ることができる。19世紀のオスマンの都市改造によってメス通りとアルザス＝ロレーヌ通りが開通したことにより、この地区の交通は改善された。

### 18世紀から20世紀の市街の広がり
大通りとミディ運河の間には、18世紀の都市美化で旧市街を掠めるように設置された公園、広場、小路および円形交差路グラン・ロンがあり、その外側には大通りと放射状の軸線に沿って広がるベルト状の市街地（サン＝ミシェル地区、サントーバン地区、シャレ地区、ミニーム地区など）があり、さらに鉄道駅周辺のマタビオ地区へと連なる。1950年代から1960年代にかけては運河沿いに道路を設けるなど自動車交通への対応が図られた。またさらに周縁部には1930年代から戦後にかけて建設された公共住宅が並んでいる。

### 近年の郊外

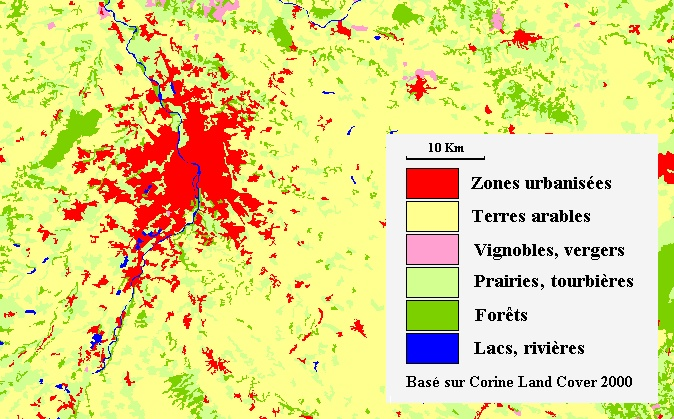
トゥールーズ市街を色分けした図。赤が市街、青が湖沼か河川、濃緑が森林、ベージュ色が耕地

1950年頃までのトゥールーズはコンパクトな都市域の周囲に広大な田園地帯を有するコミューンであったが、その中に点在する小村（プヴルヴィル、サン＝シモン、サン＝マルタン＝デュ＝トゥシュ、ラルデンヌなど）および別荘地（レヌリー、ピュルパンなど）、さらに直線状に伸びる国道を元にベッドタウン化が進むこととなった。住宅地は新たに誘致された大学・医療施設・工業地区（軍需および航空機産業）を結ぶトラム路線に沿って広がり、このトラムは近隣都市（西のコロミエ）まで伸びている。
数十年間にわたる経済成長と大幅な人口増加は、インフラストラクチャーと住宅事情の変化および産業化（一帯の急速な開発）をもたらし、アンパロやジョリモンといった団地の造成、また1958年から1970年にかけて進められた二つの都市計画（ル・ミライユとコロミエ）の原動力となった。1980年代から1990年代は、郊外住宅地の拡大と、バイパス道路周辺の市街化をもたらした不動産事業が特筆される。

#### トゥールーズ＝ル・ミライユ
（日本語表記はトゥールーズ・ル・ミライユ、又はトゥールーズ・ル・ミレイユなど、Touluse-le-Mirail）トゥールーズ市街地の南西近郊に設けられた、トゥールーズ・ル・ミライユ大学を核とする学園都市。ミライユ住宅団地は低所得者向けであるが、それまで近代計画都市に主流だった近隣住区方式は採用せず、設計にはモビリティなどジョルジュ・キャンディリスらチームテンの概念を導入。三差路やY字形の都市内幹線道路を形成し、別系統で歩行者路を立体的に重ね合わせるという歩車分離都市を実施している。

### トゥールーズの区
ムダン市長時代（2004年-2008年）、市によってトゥールーズは大きな17の区（quartier）に分割され、それぞれに区役所と該当地区を担当する市長代理をおくことになった。この分割は、小規模な街区や過去の都市域、あるいはサン＝マルタン＝デュ＝トゥシュなどの小村といった歴史的な区分を踏襲している。ミニームのようにカントン（小郡）の境界が歴史的な地区のまとまりを分断している場合があるが、こうしたカントンの区分は踏襲されていない。
2008年10月、代替わりした市行政は「地域の民主性の成長」を促すことを目的にこれらの区を6区に再編した。そのためトゥールーズの1区から6区までの区は、パリやリヨン、マルセイユのそれとは性格を異にする。

### 建築

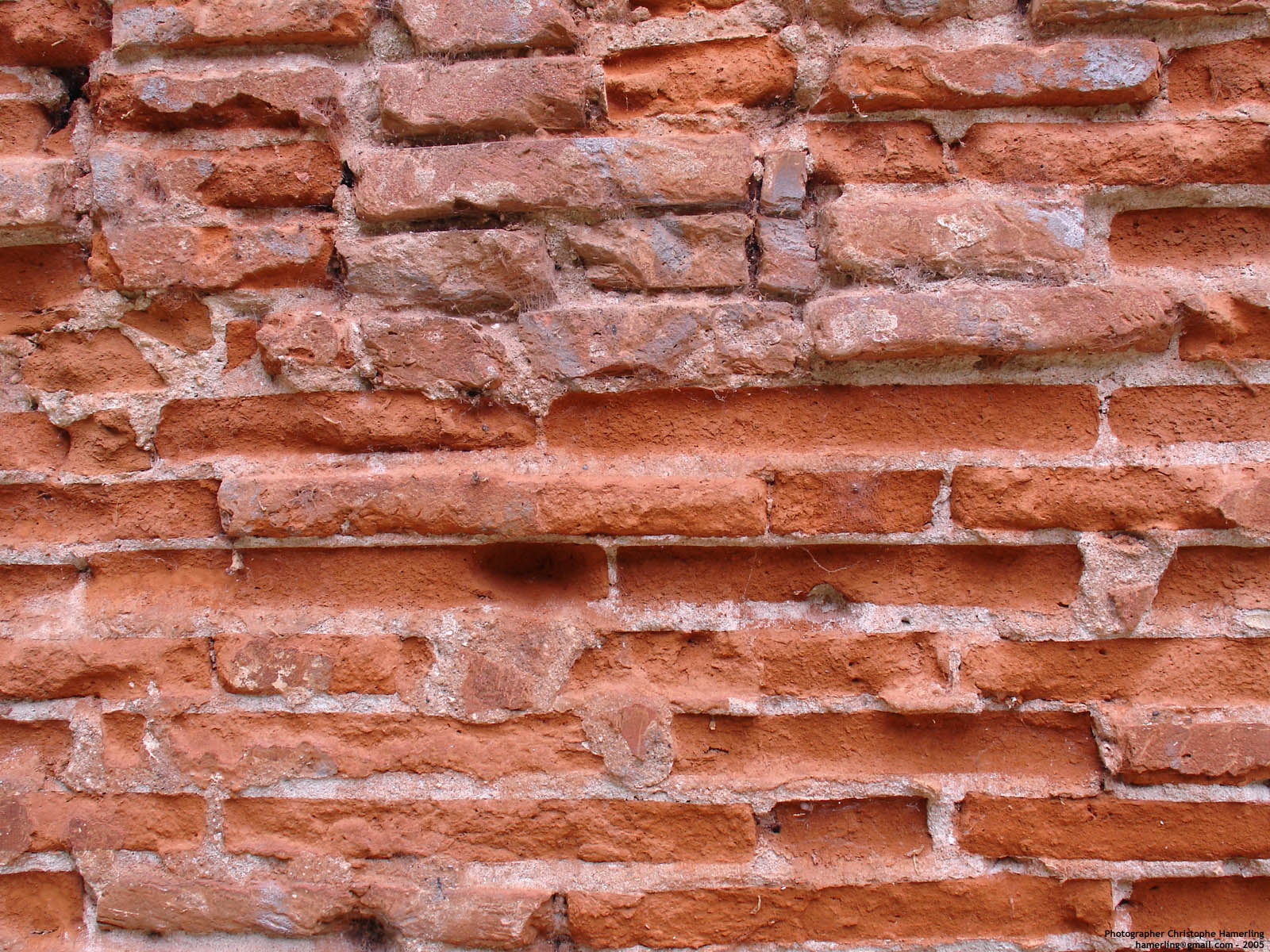
トゥールーズのレンガ

トゥールーズ市街の建築はオレンジ色や赤色の暖色系のレンガが特徴であり、『バラ色のまち』という呼称の由来となっている。レンガを最初に用いたのは紀元前1世紀頃のローマ人であり、これはサン＝ジャック広場に残るローマ時代の城壁遺跡に残っている。かつてレンガは貧者の石材という位置づけで扱われていたため、モルタルで上塗りされることが多かった。
レンガがこの地域の主な建材として用いられたのは、地質の条件から近郊で適当な大きさの石材を得ることができなかったためである。切石の輸送は高く一方、レンガの材料となる粘土は豊富であった。
今日レンガは都市の象徴と位置づけられているものの、現代建築では装飾用の仕上げに用いられるのみである。

## 統計
| 歴史的な人口推移 | 歴史的な人口推移 | 歴史的な人口推移 | 歴史的な人口推移 | 歴史的な人口推移 |
| --- | ---------------- | ---------------- | ---------------- | ---------------- |
| | 市街地           | 都市圏           |                  |                  |
| 1695 | 43,000           |                  |                  |                  |
| 1750 | 48,000           |                  |                  |                  |
| 1790 | 52,863           |                  |                  |                  |
| 1801 | 50,171           |                  |                  |                  |
| 1831 | 59,630           |                  |                  |                  |
| 1851 | 95,277           |                  |                  |                  |
| 1872 | 126,936          |                  |                  |                  |
| 1911 | 149,000          |                  |                  |                  |
| 1936 | 213,220          |                  |                  |                  |
| 1946 | 264,411          |                  |                  |                  |
| 1954 | 268,865          |                  |                  |                  |
| 1962 | 329,044          |                  |                  |                  |
| 1968 | 439,764          | 474,000          |                  |                  |
| 1975 | 509,939          | 585,000          |                  |                  |
| 1982 | 541,271          | 645,000          |                  |                  |
| 1990 | 650,336          | 797,373          |                  |                  |
| 1999 | 761,090          | 964,797          |                  |                  |
| 2006 | 850,873          | 1,102,882        |                  |                  |
| 記述: - フランス全国統計機関INSEEより提供された図 - 1954年まではトゥールーズ市ただ一つだけだったので、市街の範囲が1954年まで変わらず、1954年を含む以下の図と対比が可能。1954年以降、近接する郊外コミューンと市街地が合併し始め、面積が年々変化した - INSEEは1990年にだけ都市圏データを計算し始めた。都市圏は、衛星都市と農地を中間に含むという点で市街地と異なっている。従って、通勤と交通ハブの現代現象をより良く反映する。1990年以前の都市圏データは、評価だけである。 |                  |                  |                  |                  |

2008年、トゥールーズ市人口は約452,000人で、国内第4位だった。都市圏としては約872,290人で、国内第6位であった。
トゥールーズの人口は、積極的な移住バランスで概ね増加傾向にある。地理上の特別な位置、過ごしやすい気候、いくつかの観光地（ピレネー山脈、地中海、バスク）に近いこと、ミディ＝ピレネー地域圏にあることが理由である。しかし、それは生活品質が高いという肯定的なイメージ、成立の手順の多様性、産業の社会経済的位置、強力な付加価値のある会社（航空産業、宇宙開発、バイオテクノロジー、組み込みシステム、電子工学、気象学）のためである。トゥールーズは国内有数の人口増加を享受しており、これが都市の成長の利点ともなっている。

### 人口
トゥールーズは、フランス国内の他都市圏やヨーロッパの他都市圏と同様に、人をひきつけている。トゥールーズに移り住んだ人々の2/3は、アリエージュ県、オード県、アヴェロン県  、ジェール県、ロット県、オート＝ピレネー県、タルヌ県出身者で、新住民の約11%は外国出身である。この人口の堅調な増加は、トゥールーズの大都市機能を強化している。トゥールーズの新住民は市民の平均年齢を下げ、現役労働者の有資格レベルを挙げている。
リヨンやマルセイユといった国内大都市と同様に、トゥールーズは国際的な都市で、総人口の7%から8%が外国出身者である。

### トゥールーズのスペイン人社会
20,000人から25,000人近い人口のスペイン人は市内で最大の外国人コミュニティを形成している。これは1930年代に共和国派スペイン人の主要な亡命先となったためである。2006年にはトゥールーズでスペイン第二共和政75周年の記念行事が開催され、当時の市長ジャン＝リュック・ムダンは若者や新たなトゥールーズ市民へ向けてこの亡命の重要性を説く以下の如くの演説を行った。「（トゥールーズがスペイン共和国派の亡命中心地となったことについての）この感慨は、今日この場において、歴史における悲劇の日々へ、すなわちスペイン人同士でありながら共和国派とフランコ派が互いに殺し合い、10万の共和国派とその家族をトゥールーズへ駆り立てた戦争の悲劇へと連なります。（中略）そのトゥールーズには、様々な亡命政党が新たにつくり出した政治的布置の記憶が残ります。共産主義者が集った労働組合センター (Bourse du Travail)、無政府主義者の多かったベルフォール通り4番地とウィルソン広場の噴水周辺、ゲリラ兵が集ったカピトル広場のカフェ・ド・ラ・ペ、社会主義者の中心であったトール通り69番地の今日のシネマテーク、そしてこうした諸々の者が集まったエトワル通りのアテネオ、さらにそれほど政治的ではなかった人達が拠り所にしたカサ・デ・エスパーニャにその記憶が留められているのです。」
トゥールーズではスペインの影響が強く、モンペリエとともに国内有数のスペイン人社会を持つ。1986年、8つあったスペイン人協会を統合して発足したカーサ・デ・エスパーニャは、スペイン人の社会・文化・教育のより所である。トゥールーズは、より広範囲の他国のヒスパニック社会を引きつけている（バスク、アンドラ 、バレンシア、カタルーニャ、アンダルシア、アルゼンチン、キューバなど）。『バラ色の都市』の一部は非常にラテンの雰囲気を持っている。バーやタパス、フラメンコ・クラブはもちろん、サルサ、タンゴ、チャチャチャのクラブが数多くある。バルセロナやマドリードの夜のにぎわいを思い起こさせる。スペイン語は、トゥールーズで2番目によく話される言語である。

### その他のトゥールーズ在住外国人
トゥールーズには、北アフリカ出身者が約8万人暮らしている（チュニジア出身者23,000人、アルジェリア出身者30,000人、モロッコ出身者18,000人、他に5,000人のレバノン人と4,000人のトルコ人）。市中心部にあるアルノー＝ベルナール地区は、以前はイタリアやスペイン人移民が多く暮らしていたが、現在は数多くのアラブ系商店が軒を連ねる、別名『プティ・スーク』と呼ばれている。しかし、階層の高い専門職の人々が移り住んできたことによる不動産価格の上昇で、サン＝シプリアン地区のように、ますますその庶民的特性を失いつつある。この北アフリカ出身者の社会ではイスラム教徒が多数を占め、市内には4軒のモスクが存在する。
イギリス人はエアバスの影響で最近増え始めた。彼らはさらにトゥールーズへの定住が著しい。イギリス人はおよそ10,000人である。同じく飛行機産業で集まってきたドイツ人は、約7000人である。その他、キューバ、アイルランド、アメリカ合衆国、アジア（主としてベトナム）、ポルトガル、ラテンアメリカ、ブラジルの各共同体がある。
在住日本人の数は2009年度で約200名と推定されており、日本人子弟のためのトゥールーズ日本語補習授業校が運営されている。

## 行政

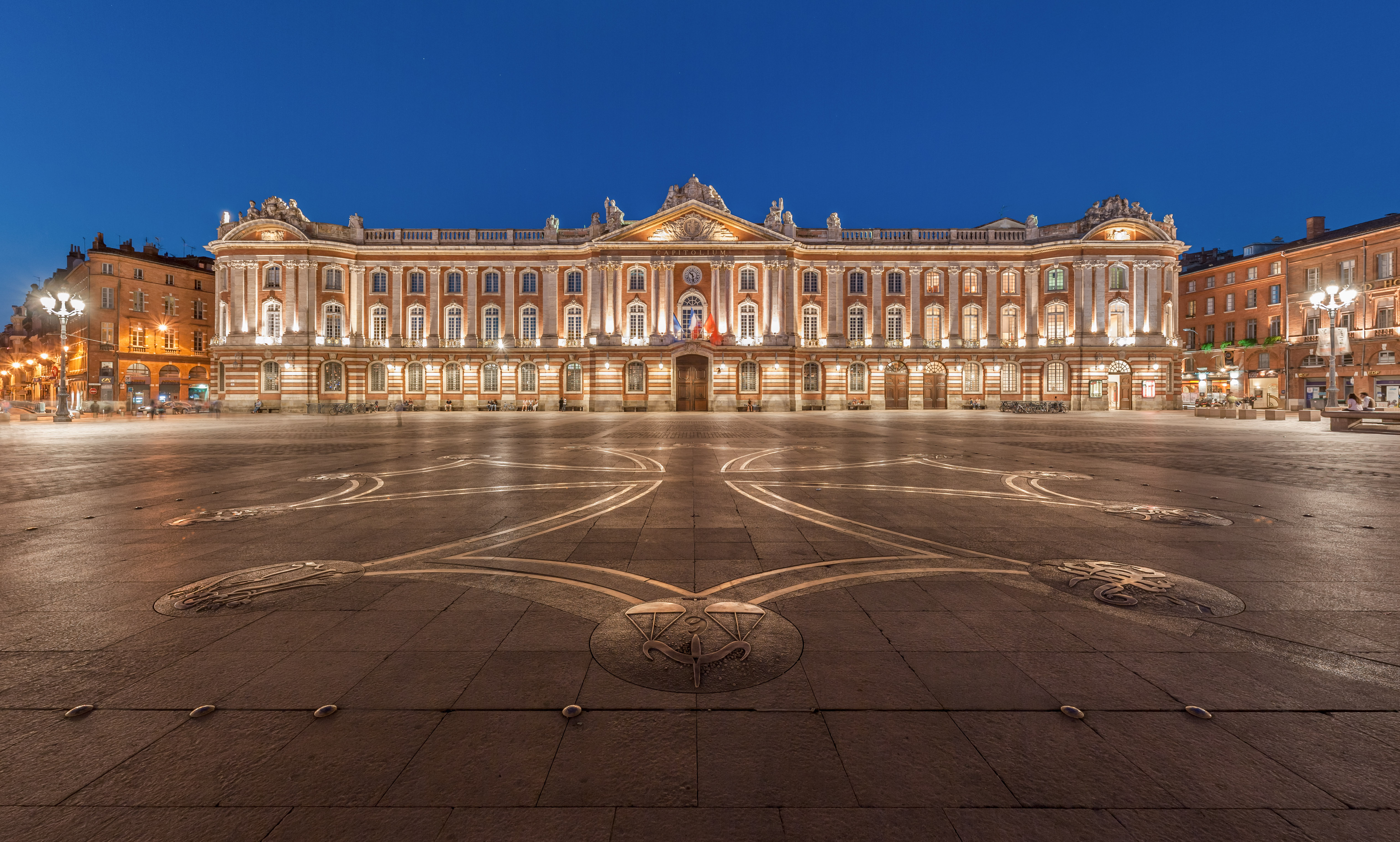
トゥールーズ市役所のある、キャピトル・ド・トゥールーズ

トゥールーズは、オクシタニー地域圏、オート＝ガロンヌ県、トゥールーズ郡それぞれの首府である。フランス教育省の機関であるアカデミー・ド・トゥールーズ（fr）、カトリックのトゥールーズ教会管区が置かれている。自治体間連合グラン・トゥールーズ（fr）本部がある。

### 自治体行政と政治的傾向
市議会の定員は69人で、彼らは市長と29人の市長代理、10人の市議会総代表、17人の市議会代表、15人の市議会アドバイザーで構成される。市長代理のうち17人は、トゥールーズ市内にある区役所をそれぞれ担当しており、市行政のアクセス促進を担っている。
2008年3月21日より、ピエール・コーエンがトゥールーズ市長を務めている。コーエンは自治体間連合グラン・トゥールーズ議長であり、交通委員長である。かつて、市議会は市役所の建物の1/4を占めていた。
『子ども市議会』が同様に開催される。議員は、2年ごとに、子供市議会に賛同する小学校から、4学期のうち1学期に選出される。2005年11月15日に選出された、CE-1とCM-1の41人の児童で構成されている（21人は公立学校、20人は私立学校）。
政治的には、トゥールーズは地域圏の大半と同様に左派傾向である。反対に、1971年以降の自治体選挙では右派が優勢である。その他の選挙では、左派が総じて第一党を占めている。
2002年フランス大統領選挙では、第一回投票で1位は得票率20.23%のリオネル・ジョスパン、次いで17.34%のジャック・シラク、14.65%のジャン＝マリー・ルペン、8.75%のノエル・マメールという結果となり、7%以下となる候補はいなかった。第二回投票では、投票者の約86%がジャック・シラクに、13.94%がジャン＝マリー・ルペンに投票し、棄権割合は約21%であった。
2005年5月29日に行われたフランス・欧州憲法国民投票（fr）では、トゥールーズの投票者51.31%が欧州憲法賛成にまわり、反対は48.69%であった（フランス国内では反対が54.67%、賛成が45.33%）。その他オート＝ガロンヌ県自治体での選挙結果と対照的な数字であり（反対約53%、賛成46.10%）、政治評論家によれば、フランス国内平均よりもトゥールーズは社会的水準が高いことから、投票者が肯定的に投票行動を行ったとする。
2007年フランス大統領選挙では、第一回投票においてセゴレーヌ・ロワイヤルがトップの36.15%、ニコラ・サルコジが29.75%、フランソワ・バイルが19.21%、ジャン＝マリー・ルペンが6.35%、オリヴィエ・ブザンスノが3.64%であった。第二回投票ではセゴレーヌ・ロワイヤルが57.60%、ニコラ・サルコジが42.40%であった。

### 医療福祉

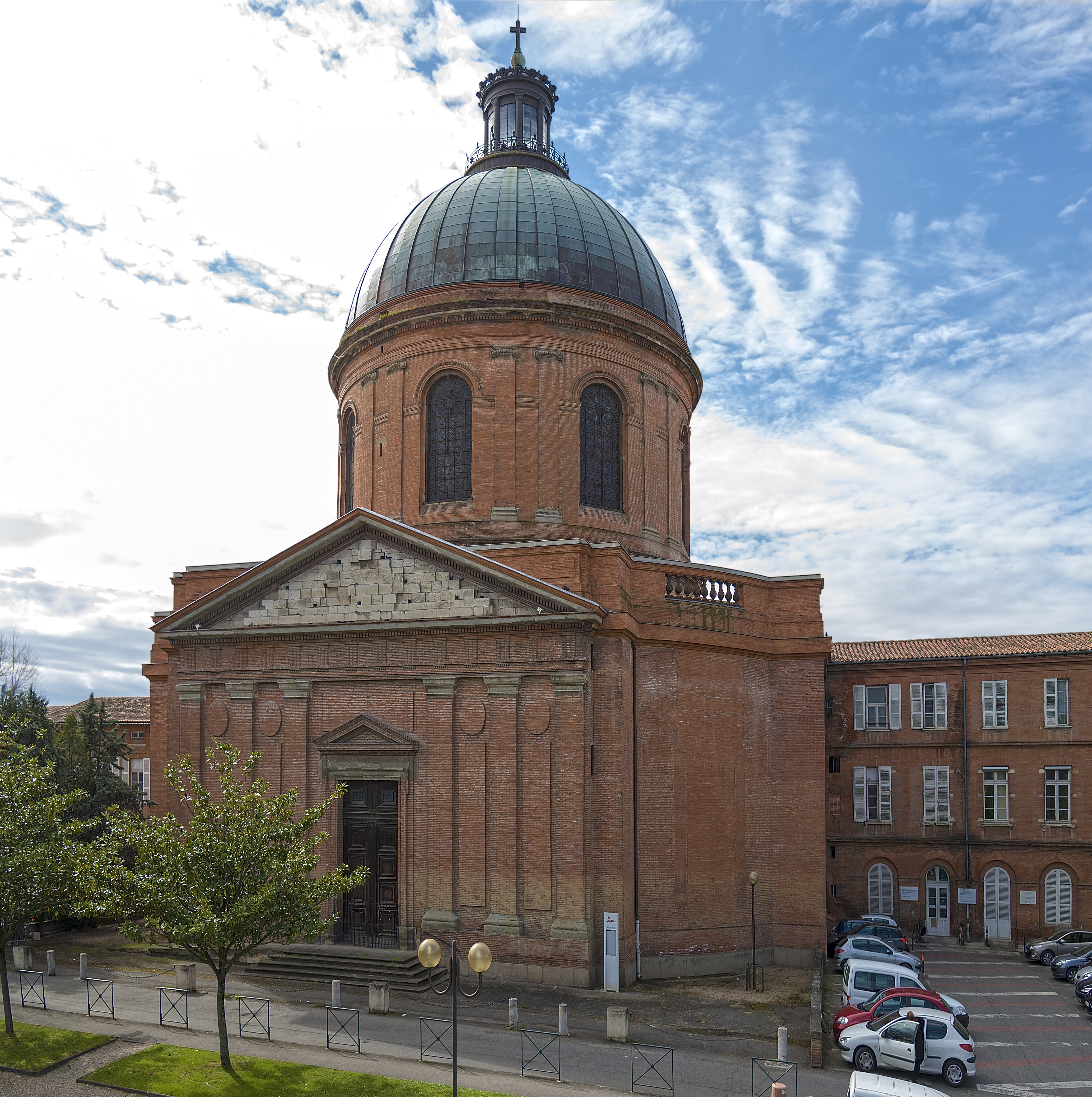
ラ・グラーヴ病院付属礼拝堂

12世紀以降、トゥールーズは数多くの施療院やキリスト教施設を抱え、貧しい人々や孤児、特にサンティアゴ・デ・コンポステーラの巡礼路を行く巡礼者たちを受け入れてきた。これらの施設は全てサン＝ジャック施療院（後にトゥールーズ第一の病院となる）と通じていた。ガロンヌ川左岸でペスト患者たちを受け入れていたラ・グラーヴ病院は、独立して現存している。聖ヨハネ騎士団病院またはマルタ騎士団病院は、かつて修道院とされており、その付属として建てられた。グーズの村には外科医の学校があった。19世紀、ドミニク・ラレ（fr）やジャン＝エティエンヌ・エスキオル（fr）のような医師たちが、トゥールーズの病院で学んでいた。

### 防犯
2008年のトゥールーズにおける警官数は、自治体警察隊を除いて870名である。トゥールーズ警察管轄下での犯罪発生率は、人口1,000人に対し111.49件である（2005年犯罪・違反数）。この割合はオート＝ガロンヌ県有数の高さで、全国平均も上回る（国内平均は人口1,000人に対して83件）。この数値は、ミディ＝ピレネー地域圏の平均である1,000人中85.46件よりも高い。警察の活動による事件解決の割合は22.8%で、県及び地域圏で最悪であり、地域圏平均28.25%、全国平均28.76%に及ばない。2008年、警官によって明らかにされた事件の数は全国平均で10.6のところ14.1に上昇した。
トゥールーズ市は、地域圏の他コミューンより青少年の軽犯罪割合が高いことで知られている。市役所は商店主の同意を得て、軽犯罪発生を警告するカメラ6台の設置を決定した。2007年7月以降、カメラは24時間監視を行っている。2ヶ月後、トゥールーズは正式に監視カメラ設置都市となった。合計107台のカメラが市内にある。17台は下町に、その他90台は市内至る所にある。

## 経済
第一次世界大戦が終わった頃、商業航空輸送がトゥールーズで始まった。サンテグジュペリらがパイロットとして勤務したエールフランスの前身・アエロポスタルはトゥールーズを起点として南アメリカまで郵便配達飛行を行ない、ラテコエール（fr）やドゥヴォアチーヌ（fr）などの航空機メーカーも居を構えた。
第二次世界大戦後もシュド・アビアシオンがイギリスのBACと協同でコンコルドを開発するなど、ヨーロッパ航空産業におけるひとつの拠点の位置を占めている。現在もエアバスの本社がトゥールーズに置かれ、トゥールーズ・ブラニャック空港に隣接した組み立て工場で大型旅客機のエアバスA350 XWBやエアバスA330などが製造されている。

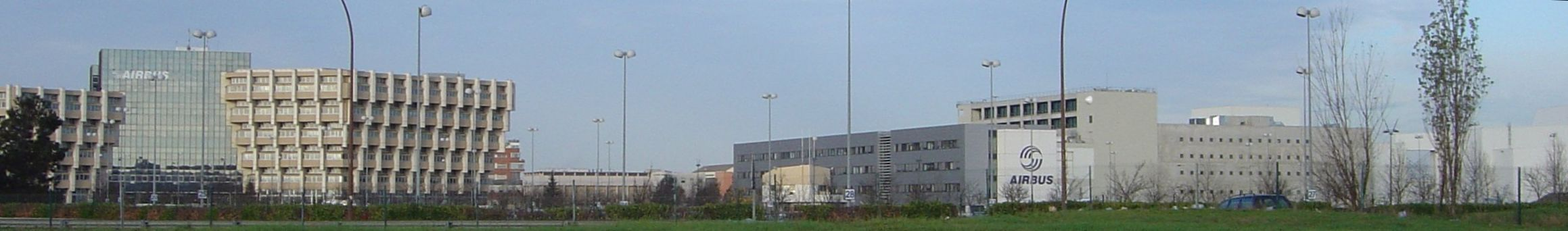
エアバスの組立て工場

## 交通

トゥールーズの地下鉄路線図

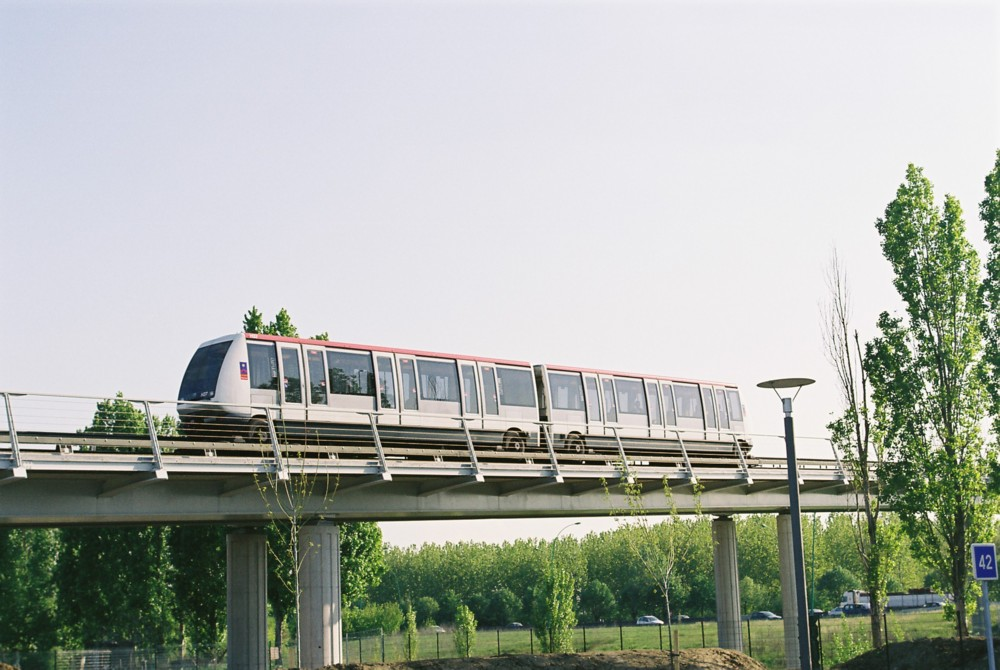
トゥールーズ・メトロA線

人口密集地域は拡大しており、住宅地と商業地、ビジネス街の間で分断されるようになった。83のバス路線があるが、市当局は公共交通の態勢は不十分であるとしている。

### 鉄道
トゥールーズの鉄道の中心となるのがトゥールーズ・マタビオ駅である。TGV大西洋線が乗り入れており、パリと5時間で結ばれている。
2本のフランス国鉄線は、ティッセオ・ネットワーク（fr:Tisséo）に統合されており、C線とD線は新しい予約カードとトラムトレインの開発で歩調を合わせている。
トゥールーズ地下鉄A線とB線は合計27kmで、38駅ある。一日の利用者はA線で205,000人、B線で165,000人である。
トラム（トゥールーズ）はT線と呼ばれている。支線が空港へ向かって伸びている。

### 航空
トゥールーズ＝ブラニャック空港は地域圏第4位の空港である。

### 道路
7本の高速道（A20, A61, A62, A64, A68, A621, A624）が、トゥールーズ郊外でA620に加わる。

## 教育

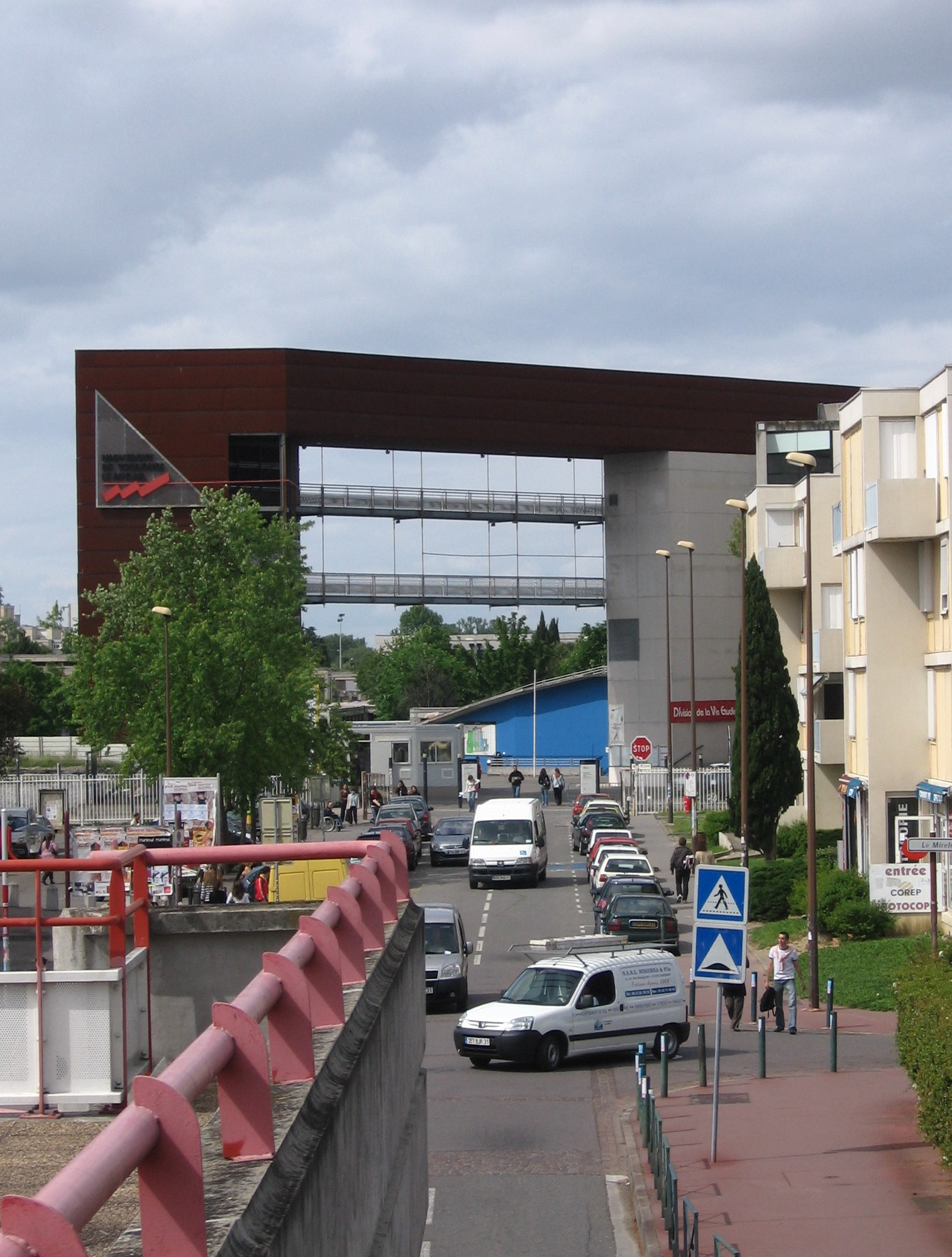
トゥールーズ大学ル・ミライユ校

トゥールーズ大学は1969年に解散した組織であり、以後は次の3つの大学に分かれている。ただし、現在でも「トゥールーズ大学」という呼称は総称などで一般的に用いられる。
- UT I (l'université Toulouse-I-Capitole) ：社会科学（市中心部にあり、もともとのキャンパス）
- トゥールーズ・ジャン・ジョレス大学
UT II (l'université Toulouse-Ⅱ-Le Mirail)：人文科学
- UT III (l'université Toulouse-Ⅲ-Paul Sabatier)：理工学

トゥールーズ大学の起源は、ボローニャ大学やオックスブリッジ、サラマンカ大学、フランス国内ではパリ大学、モンペリエ大学などと共に12〜13世紀頃に設立されたヨーロッパ最古の中世大学にあたる。現在、パリ大学やリヨン大学、エクス＝マルセイユ大学、ナント大学等と共にフランス国内では大規模大学になる。また、以下の学校をはじめとしてトゥールーズにある数多くの高等教育機関と「トゥールーズ大学」とは連盟関係にある。
- トゥールーズ政治学院
- 国立民間航空大学校：ヨーロッパ最大の航空学校

この他、市内には高等科学技術学院のキャンパスもある。

## 文化

### 建築遺産
ベルト状の大通りはフランス国内で最も保存状態の良いものである。宗教建築遺産は、ジャコバン派教会からなる大建築が有名である。本堂はヤシ（フランス語でパルミエ）に似た柱構造である。
さらに最近は、エアバス社工場や、レ・ザバトワール（fr:Les Abattoirs、現代美術館）やシテ・ド・レスパスを訪問する観光客が増えている。

### 建物と広場

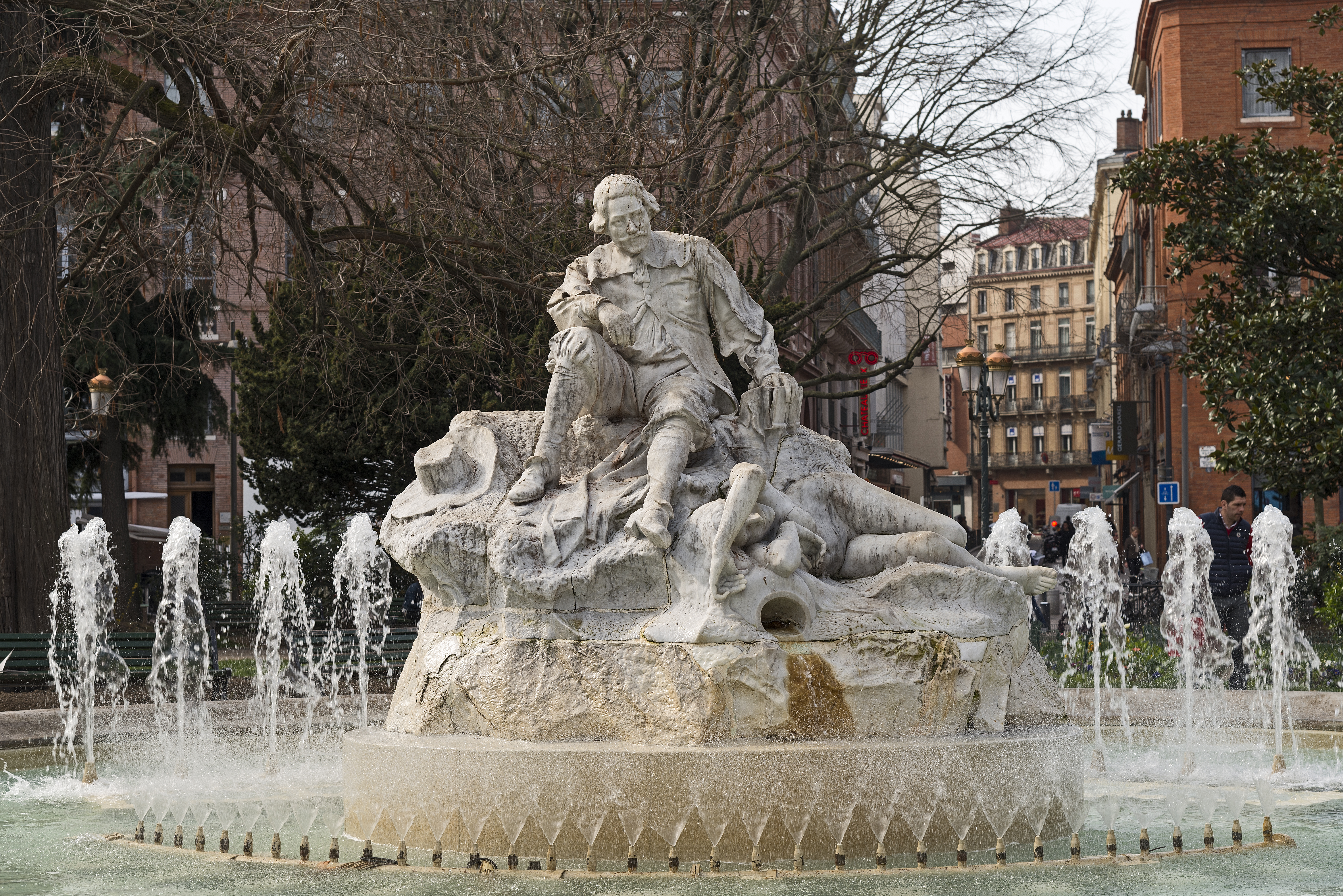
ウィルソン広場の噴水

トゥールーズは特徴ある建物が多い。市役所機能があるキャピトル邸は、19世紀芸術家の作品を所蔵する部屋や、オペラ、トゥールーズ・キャピトル国立管弦楽団を擁し、同名のキャピトル広場もあり、最もよく知られている。キャピトル邸の後ろには、かつて監視塔に使われたドンジョン・ド・キャピトルがあり、現在は市観光局が入っている。
ウィルソン広場は、ジャン・ジョーレ小路中程、市中心部への入り口にある。レンガ建ての建物は、公園の周囲に集まっている。この広場は、バーやカフェのテラス、映画館が数多く軒を連ねる活気ある場所である。
ガロンヌ河岸と埠頭は、18世紀に整備された。アンリ・マルタン埠頭とトゥニ埠頭は、氾濫が起きても川の流れに沿って歩けるようレンガで築かれ、かつての橋の跡も発見された。全長220mのヌフ橋は、トゥールーズ最古の橋である。サン＝ピエール橋は1987年に架けられた金属製の橋である。ガロンヌのわずかに下流はバザクルで、ここにはトゥールーズから最初に移住した人々がつくった洗い越しがある。洗い越しは現在、夏の数ヶ月間にガロンヌ川の十分な水位を維持するためのダムとなっている。流れに非常に近い場所に、ラ・グラーヴ病院と付属礼拝堂があり、銅製の礼拝堂ドームのおかげでよく見える。トゥールーズの水道塔は、写真のギャラリーや展示場所が設置されている。
その他の特色ある建物として、ミディ運河に近いトゥールーズ・マタビオ駅、サン＝ミシェル刑務所、パレ・ニールがある。パレ・ニールは最初、当時のフランス元帥アドルフ・ニールの命令で建てられた防衛施設であった。ピュルパン＝アンスリにあるローマ時代のアンフィテアトルム跡は、市内にあるローマ時代の建物のうち唯一完全な状態のものである。

### 邸宅
ルネサンス期に染料アイの貿易で栄えたトゥールーズでは、多くの地元ブルジョワ階級が凝った装飾の邸宅を建てた。それらには塔が載せられていた（権力の象徴であり、市に重要な人物であることを認識させるため）。従って、市中心部での邸宅の数は74軒を下回らない。
- 主な邸宅
  - ヴュ＝レザン邸（現在はホテル・メニエとなっている）
  - アッセザ邸（現在は美術館）
  - デュメ邸（現在考古学博物館）
  - バジ邸

### カフェとホテル

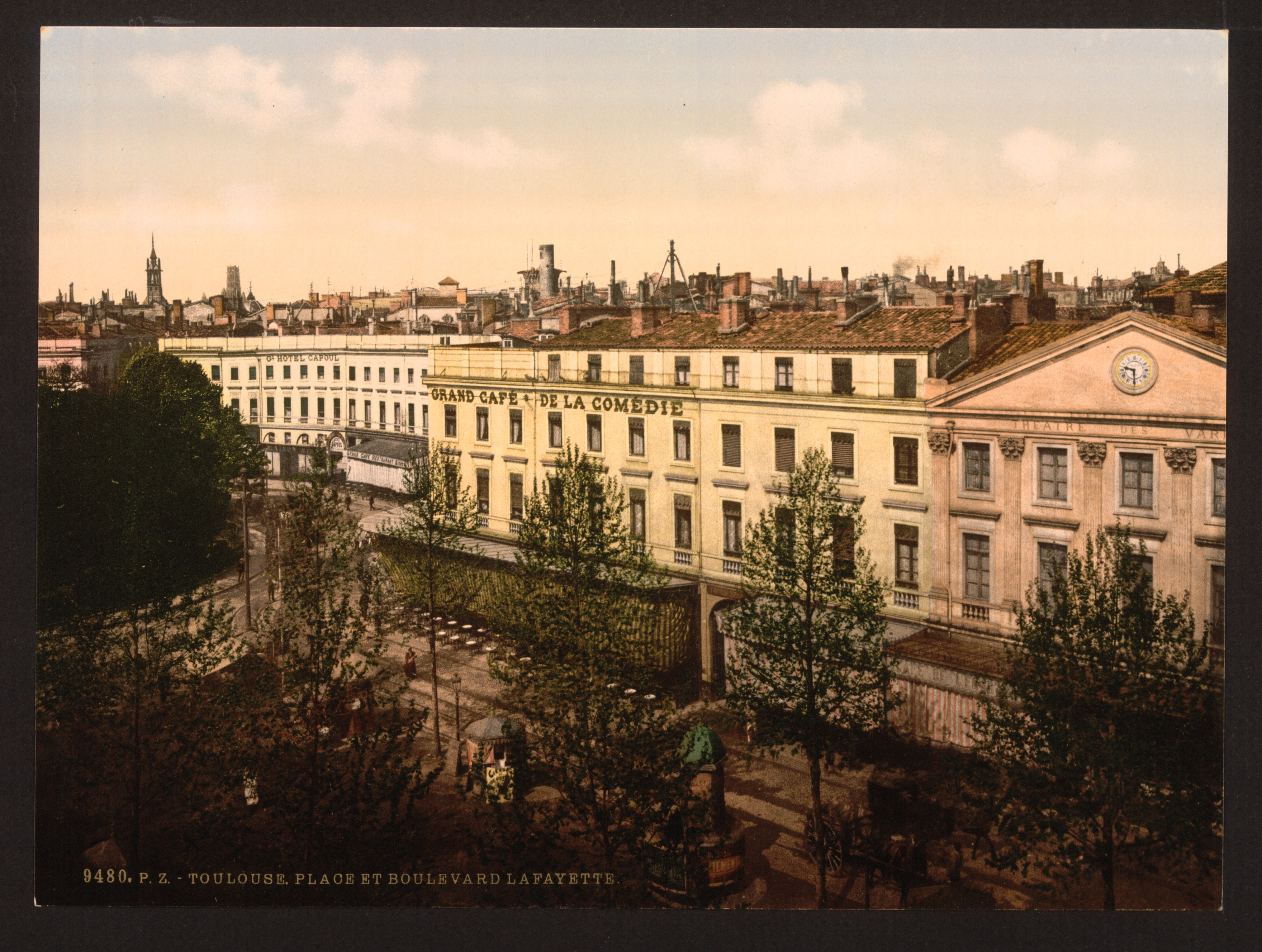
1890年代のグラン・カフェ

トゥールーズには、下町の半ば舗装された通りにテラスを設けた多くのカフェがある。ウィルソン広場、サン＝ジョルジュ広場、サン＝ピエール広場などに面したカフェでは晴れた日になると、しばしば混み合う。コーヒー文化の大きな時代は、19世紀終わりから20世紀前半であった。かつてラファイエット広場と呼ばれていた現在のウィルソン広場周囲には、最も美しいカフェが連なる。1900年、4人の実業家が集まってグラン・カフェ匿名会社を創設し、当時5つの店を所有していた。これらのカフェが、1960年代のカフェ全体を活性化させたことは注目に値する。
キャピトル広場には目を見張るホテル建築が並ぶ。グランド・オテル・ド・オペラはかつてサン＝マルティアル神学校があった場所にたつ。反対側はオテル・デュ・グラン・バルコンで、ジャン・メルモーズやアエロポスタル時代のサン＝テグジュペリが常宿としていた。

### 宗教建築

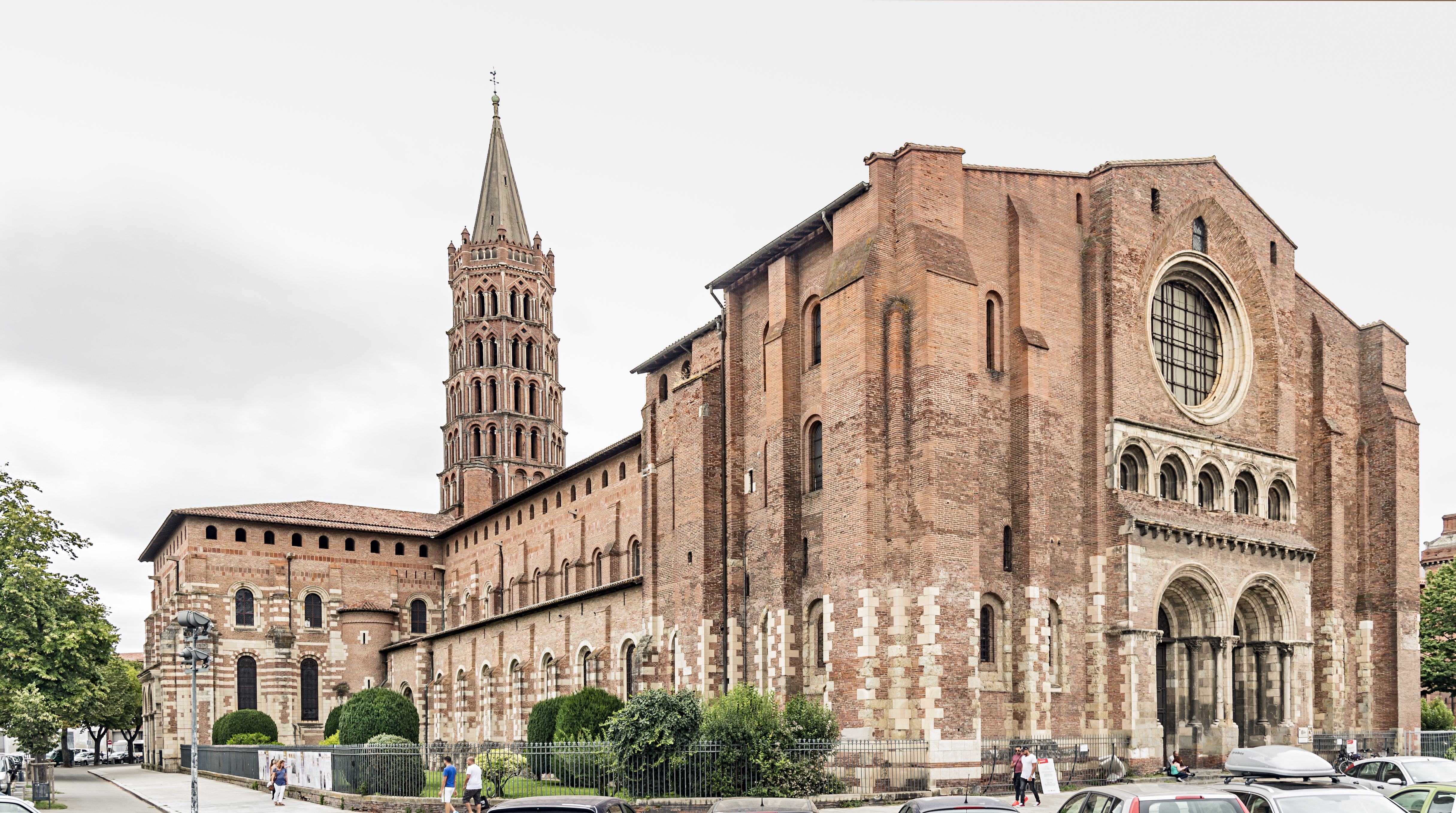
サン＝セルナン・バジリカ聖堂

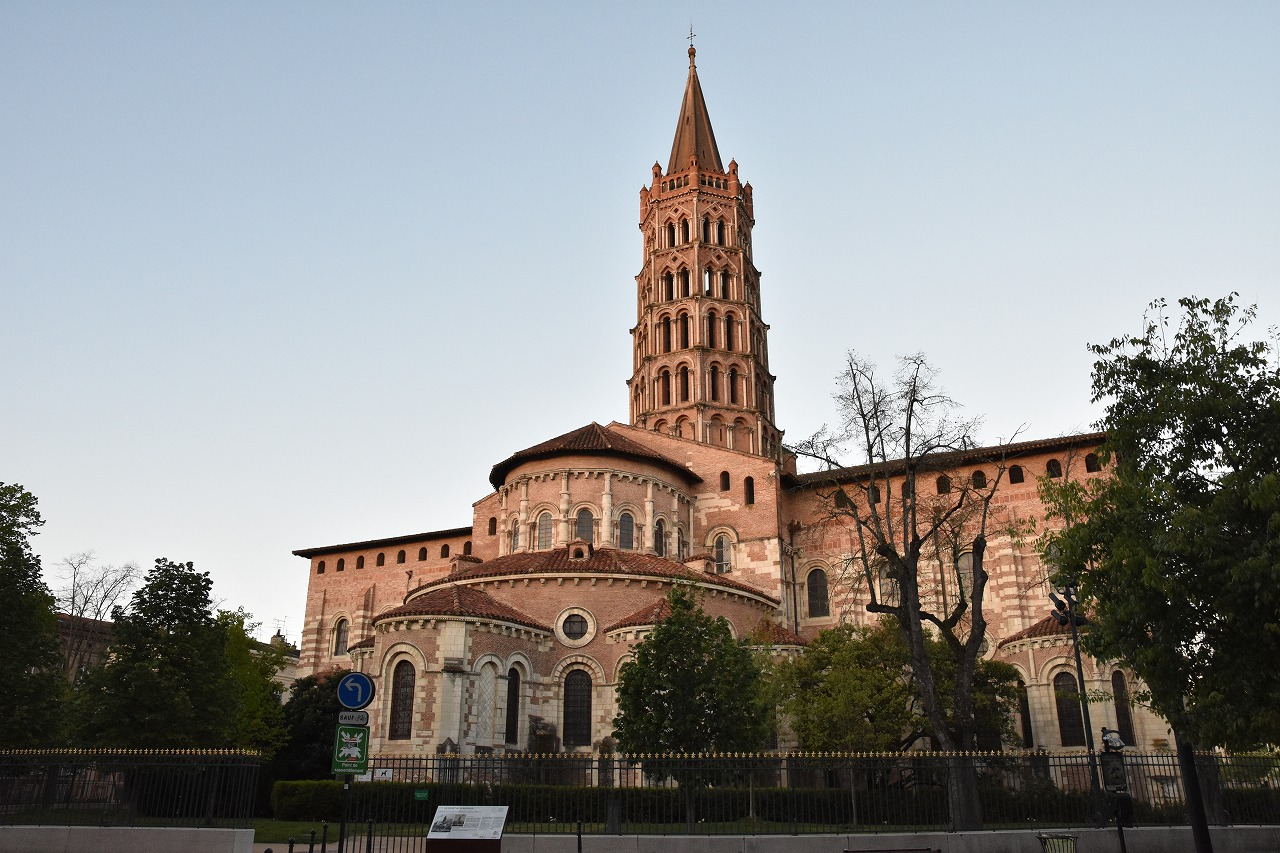
サン＝セルナン・バジリカ聖堂後陣

カトリックの建築物がトゥールーズで数多く、幾つかは有名である。
サン＝セルナン・バジリカ聖堂は3世紀にトゥールーズにキリスト教を広めた聖セルナンに奉献されている。トゥールーズは、11世紀にサンティアゴ・デ・コンポステーラへの街道上の重要な巡礼地になり、大勢の巡礼者を迎え入れるための巨大な内部空間を持つ聖堂として建設された。奥行きが約150ｍあり、現存するロマネスク様式の教会としてはフランスで最も大きい。1998年にフランスのサンティアゴ・デ・コンポステーラの巡礼路の一つとして、UNESCO世界遺産に登録された。
ジャコバン教会と付属礼拝堂は、ガロンヌ川とキャピトル広場との間にある。13世紀から14世紀にかけて建設された、ラングドック・ゴシック様式の宝石を完全にレンガで実体化した修道院建築である。高さ22mの柱22本が丸天井の筋交い骨を支え、隔てられた二重本堂を持つ。最後の柱はヤシの形をした希な形状である。この建物はドミニコ会の修道院敷地に囲まれ、ここには1274年に死去したトマス・アクィナスの棺が1369年に安置された。フランス革命中にサン＝セルナン大聖堂へ棺が移され、アクィナス没後700年にあたる1974年、聖人は修道院へ戻された。
サン＝テチエンヌ大聖堂は、1070年頃に建てられたトゥールーズの大聖堂である。様々な時代の建築様式で構成されているため、外観が独特である。
その他に、鐘楼のあるノートルダム・デュ・トー教会、ドーラド教会、サントーバン教会、サン＝ニコラ教会、ノートルダム・ド・ダルバード教会、現在は博物館となっているオギュスタン修道院、カルメリート教会がある。
トゥールーズは、サリヌ広場やパルガミニエール通りにプロテスタントの教会もある。ラヴォル大通りにあるサン＝サテュルナン教会、グランド＝ブルターニュ大通りにあるサン＝ニコラ教会は、正教会の教会である。新しいシナゴーグと、最近できたユダヤ人センターは、市内にあるユダヤ人記念物を代表する。最後に、市内には数カ所のモスクがある。ミナレットを併設したエヌール・モスク（アンパロ地区）は、ドームを建設中で、3階建てで2100 m2である。

### オック語

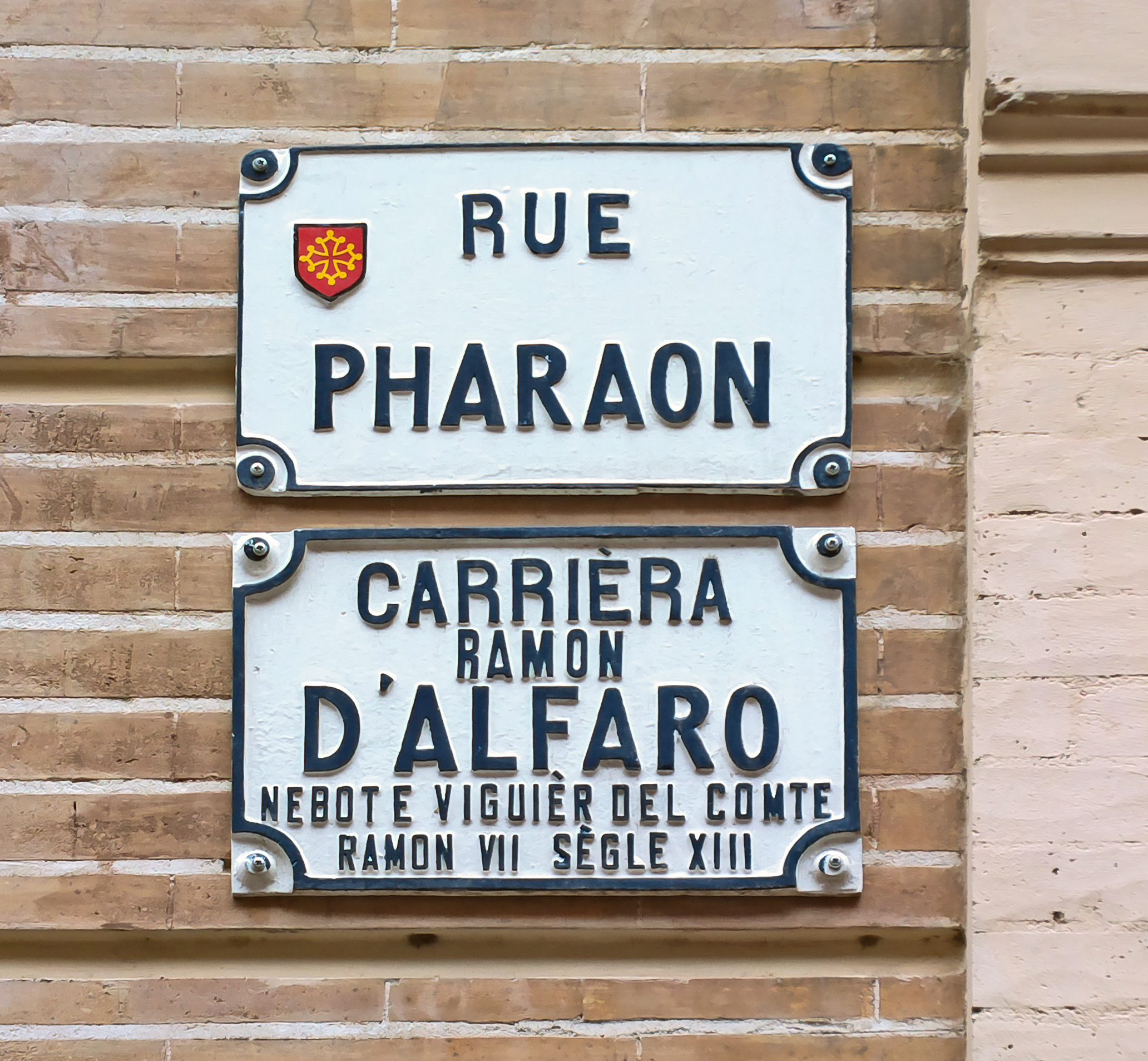
フランス語・オック語で表示された市内の通りの名

トゥールーズは、オック語を固有言語とするオクシタニア第2の都市（第1の都市はマルセーユ）である。トゥールーズの特殊性は、オック語ラングドック方言とガスコーニュ方言との境界に位置することである。ガスコーニュ方言はガロンヌ左岸で昔から話され（サン＝シプリアン区）、ラングドック方言は市の中心部で話される。トゥールーズでのラングドック方言はトゥルザン（toulousain、オック語ではtolosan）といい、ラングドック方言の話される市南部の一部ではモンディーヌ語（langue mondine）という。オック語ラングドック方言を用いたトゥールーズ出身の有名な作家・詩人には、ピエール・グドゥリがいる。1323年、オック語作家を対象に毎年詩のコンテストを行うジュー・フロー協会が設立された。
長期間、義務教育の現場でオック語を教えることが禁じられてきたため、1920年までオック語が街頭で話されることはなく、ラランド区やサン＝シプリアン区といった一部の庶民の多い地区で、1960年代までオック語を耳にすることができた。
フランス語は、中世後期に都市の特権階級の間に普及した。1500年から1530年の間に頭角を現したエリートらによって、少なくとも書き言葉と行政において言語がフランス語にとってかわった。
トゥールーズで話されるフランス語は、統語論や語彙、発音においてオック語の痕跡をとどめている。
現在、オック語が伝統あるシテ・モンディーヌを復活させるよう、政治的要求が始まっている。2006年12月16日、トゥールーズにおけるオック語文化の窓口となるオスタル・ドクシタニア（fr）が設置された。2009年10月以降、地下鉄の駅名がオック語で表示されるようになった。

### トゥールーズの食

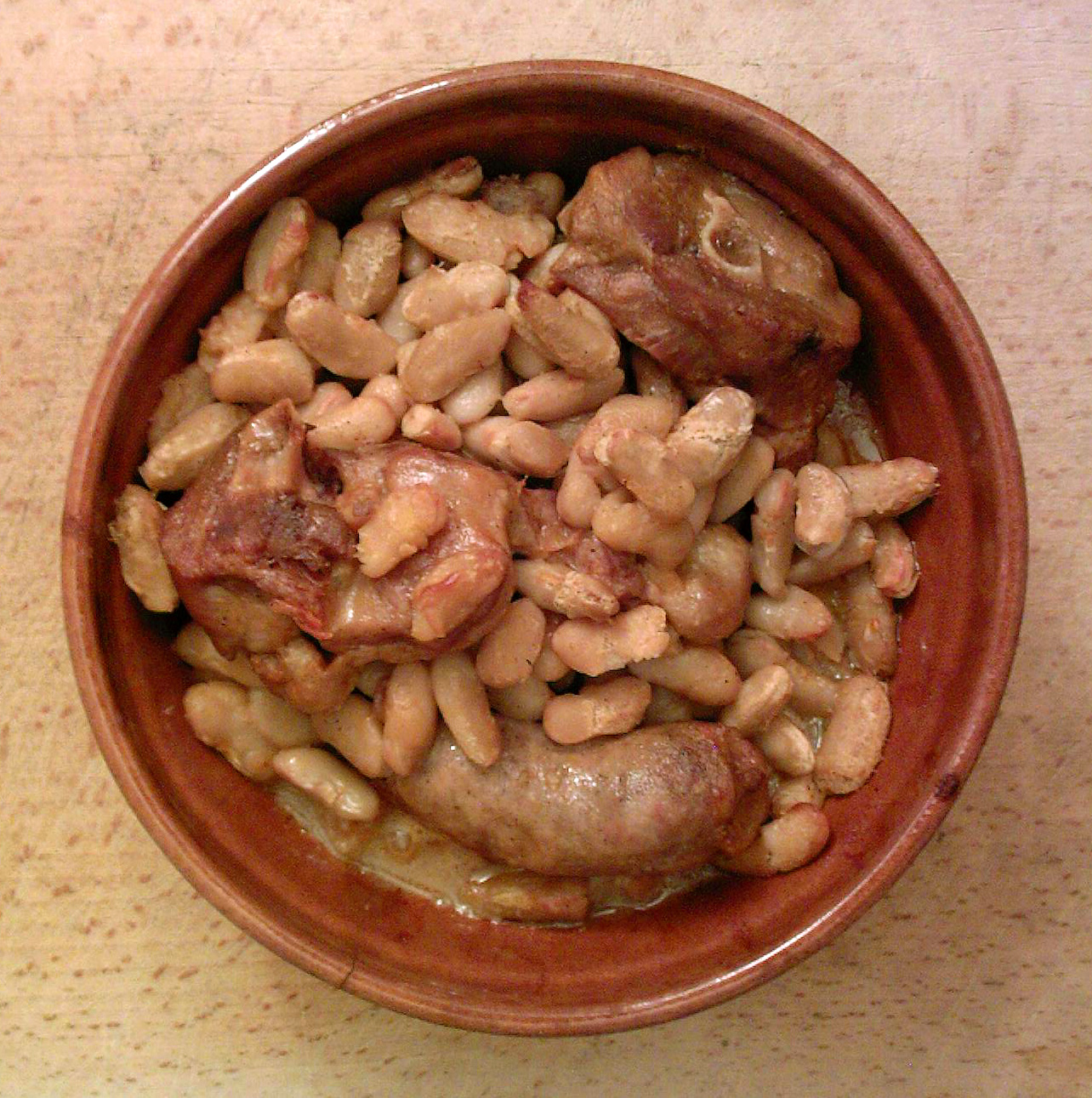
カスレ

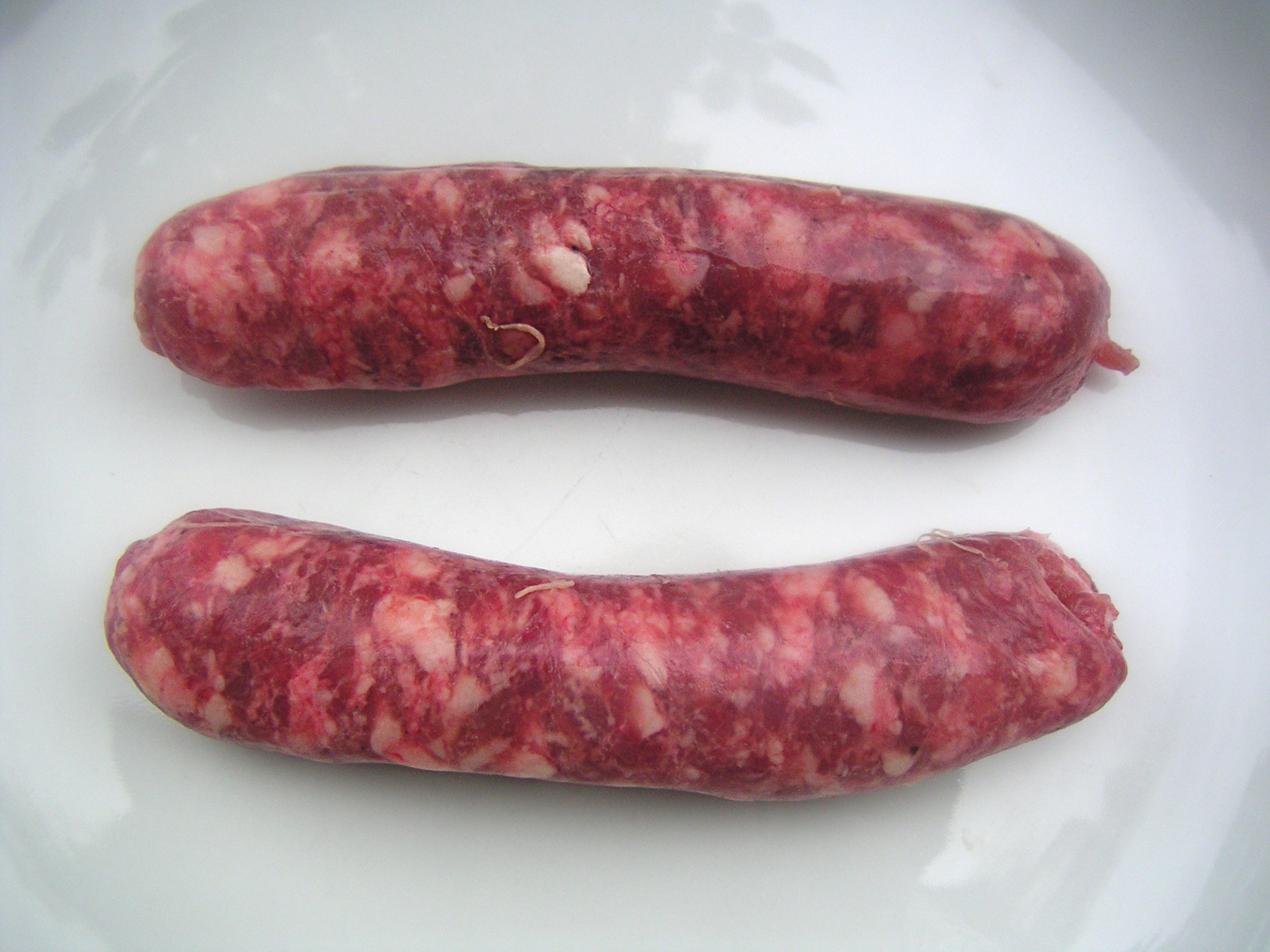
トゥールーズ産ソーセージ

フランス南西部の中心都市であるトゥールーズは、ガスコーニュに近接する。市内のレストランではカモを基本とする数多くのスペシャリテを提供する。しかし、おそらく最も知られている料理はカスレだろう。トゥールーズ産ソーセージ、白インゲンマメを煮込んだものである。カスレ発祥の地がカステルノーダリかトゥールーズかの論争は昔から繰り広げられ、味覚の世界でも言われているのである。ル・カシュ・ラジョニ（fr）は、1880年にトゥールーズの薬剤師レオン・ラジョニが発明した、リコリスを使った黒い角形の飴である。
他の特徴あるトゥールーズ料理といえば、トゥールーズ風アイヤード（l'aillade toulousaine、ニンニクをこすりつけたパンに殻をむいたクルミをそえ、オリーブ油に浸したもの）、ラ・ブリック・ド・カピトル（la brique du Capitole、プラリネの入った葉の形をしたボンボン）、トゥールーズ風エスカルゴ、レストファ・トゥルザン（l'estouffat toulousain、牛肉、ジャガイモ、タマネギ、ニンニク、ラード、ニンジン、豚足、ワインと酢を用いる煮込み料理）、フェネトラ（fénétra、レモンを使ったケーキで、アーモンドとスミレ1ダースを使う）、フォワグラ、トゥールーズ風パニーニ（トゥールーズ風ソーセージ、アカタマネギ、バルサミコ酢、パニーニ用パン、ディジョン産マスタード、チーズ、バジル、オリーブ油）などが挙げられる。

## スポーツ

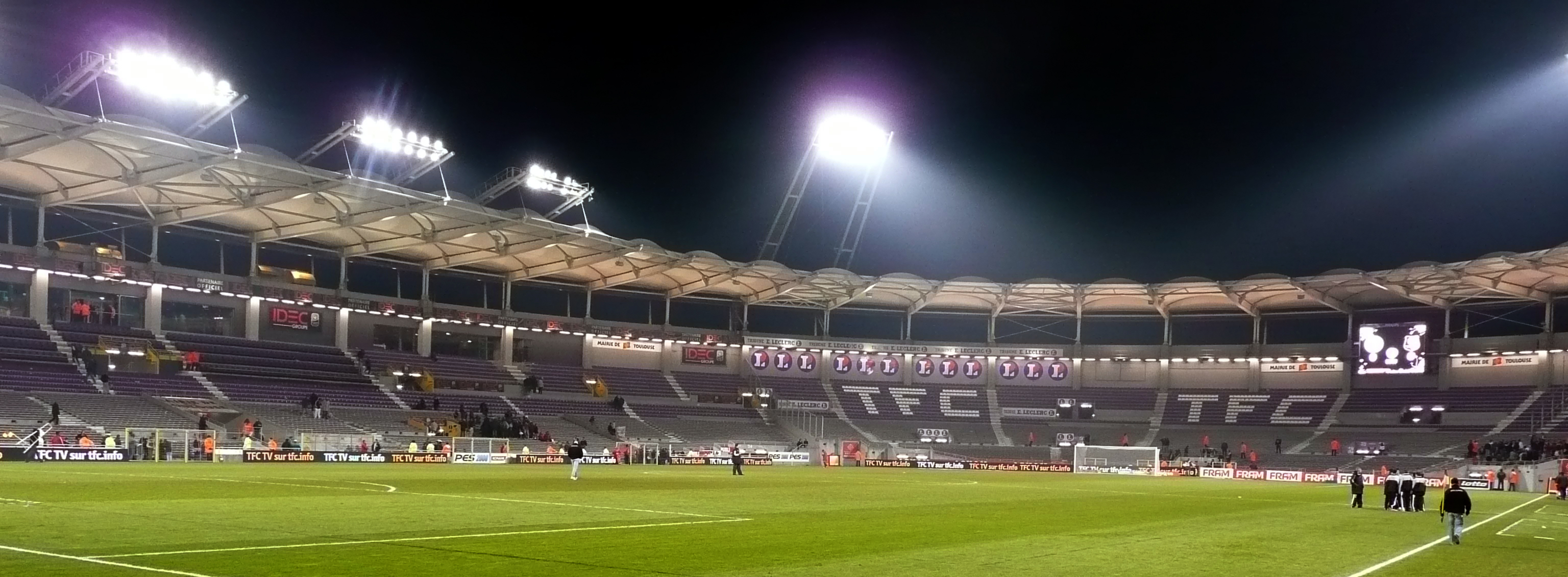
スタッド・ミュニシパル

フランスのスポーツ誌レキップ（fr:L'Équipe）2007年10月号では、トゥールーズが国内有数のスポーツ都市として紹介された。トゥールーズには70箇所に368のスポーツ施設がある。市のスポーツクラブでは年間35万人が登録している。
また、フランスきってのラグビーの盛んな街としても有名である。
- スタッド・トゥールーザン - トゥールーズを本拠地とするラグビークラブ[71]。フランス選手権トップ14でプレーする。1907年のクラブ創設。世界クラブ選手権優勝2回・ハイネケンカップ優勝4回・フランス選手権優勝19回（いずれも史上最多）誇る強豪であり、ヨーロッパ有数の強豪として知られる[72]。クラブのサポーターは、フランス各県、ヨーロッパ、世界中に数多くおり、フランスのプロスポーツクラブの中でも指折りの人気クラブである。クラブのスタジアムである、スタッド・エルネスト＝ヴァロン（fr）は約2万人の観客を収容する。ハイネケンカップなど、より観客を多く収容する場合は、トゥールーズFCと共用のスタジアムへ移る。
- トゥールーズFC - トゥールーズを本拠地とするサッカークラブ。1970年創設。リーグ・アンのクラブで、2007年には初めてUEFAチャンピオンズリーグ予選へ出場した。
- トゥールーズFCフェミナン（fr）　-　女子プロサッカークラブ
- トゥールーズ・フォンテーヌ（fr）　-　サッカークラブ
- トゥールーズ・メトロポール・バスケット（fr）　-　2008年創設。リーグ・フェミニン・バスケットボールの女子プロバスケットクラブ。
- ティジェ・ド・トゥールーズ（fr）　-　プロ野球チーム。スタッド・トゥールーザンの野球部門である。
- トゥールーズ・ハンドボール（fr） -　プロハンドボールクラブ
- トゥールーズVB（fr）　-　プロバレーボールクラブ。フランス・バレーボールリーグに属する。

## 関係者

### 出身者
- ジャン・エティエンヌ・ドミニク・エスキロール（18・19世紀の精神医学者） - トゥールーズ大学附属校のコレージュ・ド・レスキル (Collège de l'Esquile) に学び、モンペリエ大学医学部に移る。パリのピティエ＝サルペトリエール病院で下記フィリップ・ピネルの下で精神病理学に携わった。

### 居住・ゆかりの人物
- ミシェル・ド・モンテーニュ（哲学者） - トゥールーズ大学で法学を学ぶ。
- ヴァンサン・ド・ポール（カトリック司祭） - ダクスで人文系諸学を学び、トゥールーズで神学を学ぶ。
- フィリップ・ピネル（18・19世紀の精神医学者） - トゥールーズ大学で神学及び医学を学び、モンペリエ大学医学部に移る。
- アントワーヌ・ブールデル（彫刻家） - 1876-1884年にかけトゥールーズ美術学校 (fr) に通った。
- ドミニク・ド・ビルパン（政治家）
- ベルトラン・ドラノエ（元パリ市長） - トゥールーズ第一大学法学部の出身。

## 姉妹都市
- テルアビブ、イスラエル 1962年
- アトランタ、アメリカ合衆国ジョージア州 1975年
- キエフ、ウクライナ 1975年
- ボローニャ、イタリアエミリア=ロマーニャ州 1981年
- エルチェ、スペインバレンシア州 1981年
- 重慶、中華人民共和国 1981年
- ロサリオ、アルゼンチン
- ニーシャープール, イラン